# 東北地方
東北地方（とうほくちほう）は、日本の地域のひとつであり、本州東北部に位置する。「奥羽地方（おううちほう）」ともいう。最大都市は仙台市である。
その範囲に現行法上の明確な定義はないものの、一般には青森県、岩手県、宮城県、秋田県、山形県、福島県の6県を指す。これら6県は、本州の約3割の面積を占める。東北地方は東日本に位置するが、気象や歴史地理学などでは北海道と一緒に北日本とされる。

## 地理
- 人口は約862万人（2020年10月1日-国勢調査）
- 面積は66,889 km2[6]
- 人口密度は1km2あたり約144人（2005年10月1日-国勢調査）
- 東北六県の県民総生産の合計は33兆3007億円（2007年度-県民経済計算）

| 県名   | 総面積(S)  |
| ------ | ---------- |
| 岩手県 | 15,279 km2 |
| 福島県 | 13,783 km2 |
| 秋田県 | 11,612 km2 |
| 青森県 | 9,607 km2  |
| 山形県 | 9,323 km2  |
| 宮城県 | 7,285 km2  |
| 合計   | 66,889 km2 |

| 県名   | 可住面積(P) | P/S   |
| ------ | ----------- | ----- |
| 福島県 | 4,218 km2   | 30.6% |
| 岩手県 | 3,710 km2   | 24.3% |
| 青森県 | 3,204 km2   | 33.4% |
| 秋田県 | 3,155 km2   | 27.2% |
| 宮城県 | 3,130 km2   | 43.0% |
| 山形県 | 2,850 km2   | 30.6% |
| 合計   | 20,267 km2  | 30.3% |

| 県名   | DID面積 | DID/P | DID/S |
| ------ | ------- | ----- | ----- |
| 宮城県 | 231 km2 | 7.4%  | 3.2%  |
| 福島県 | 176 km2 | 4.2%  | 1.3%  |
| 青森県 | 156 km2 | 4.9%  | 1.6%  |
| 山形県 | 113 km2 | 4.0%  | 1.2%  |
| 秋田県 | 87 km2  | 2.8%  | 0.7%  |
| 岩手県 | 86 km2  | 2.3%  | 0.6%  |
| 合計   | 849 km2 | 4.2%  | 1.3%  |

| 県名    | 人口密度（人/S） | 可住地人口密度（人/P） |
| ------- | ---------------- | ---------------------- |
| 宮城県  | 325.6人/km2      | 757.7人/km2            |
| 福島県  | 153.3人/km2      | 500.8人/km2            |
| 青森県  | 152.0人/km2      | 455.6人/km2            |
| 山形県  | 131.9人/km2      | 431.5人/km2            |
| 秋田県  | 100.5人/km2      | 370.0人/km2            |
| 岩手県  | 91.7人/km2       | 377.8人/km2            |
| 東北6県 | 145.7人/km2      | 480.7人/km2            |

- 国土交通省東北運輸局による統計。「P/S」は総面積(S)に対する可住面積(P)の割合。「DID」は人口集中地区のこと。「DID/P」は可住面積(P)に対するDIDの割合。「DID/S」は総面積(S)に対するDIDの割合。

### 地形

東北地方の主要地形

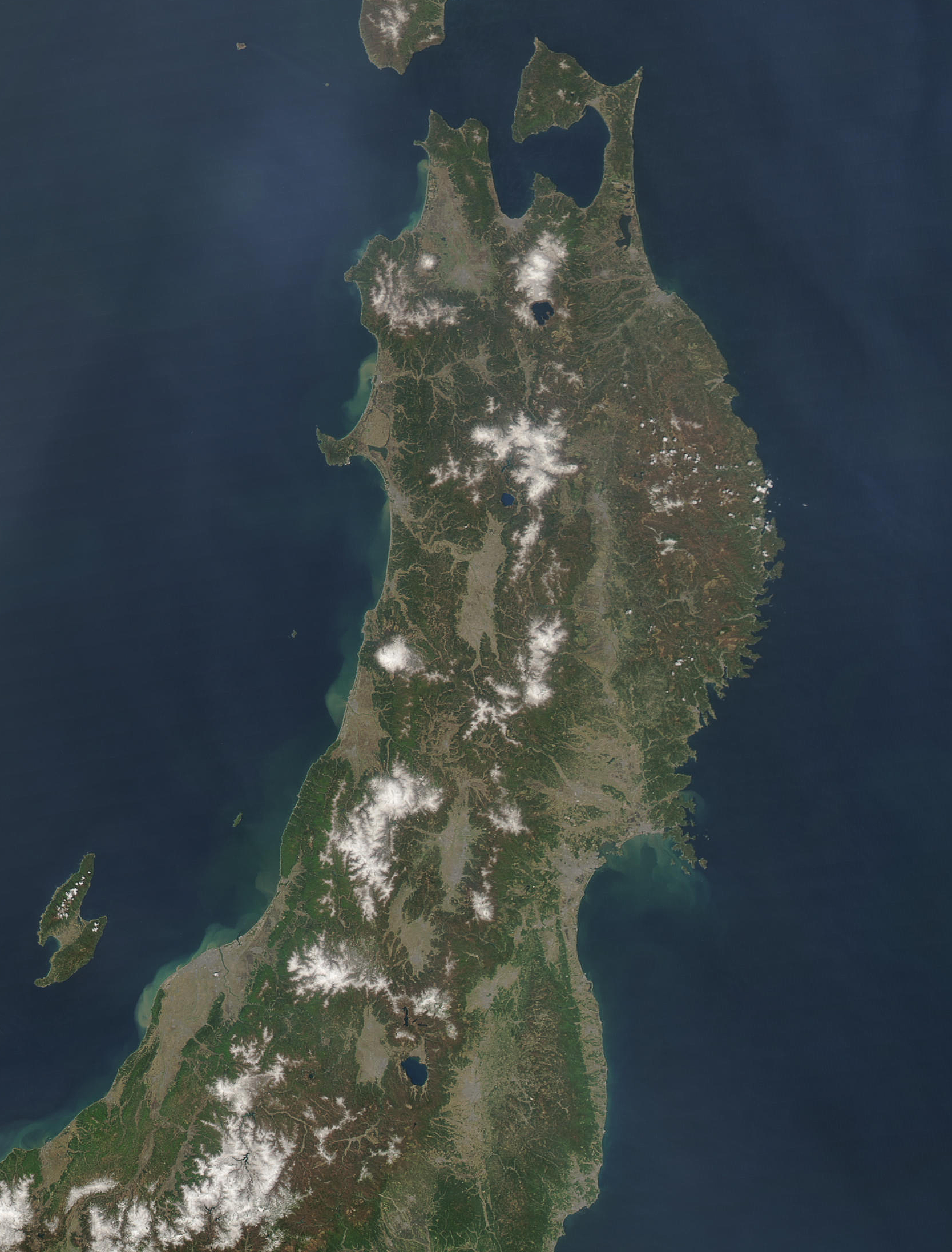
東北地方の衛星画像

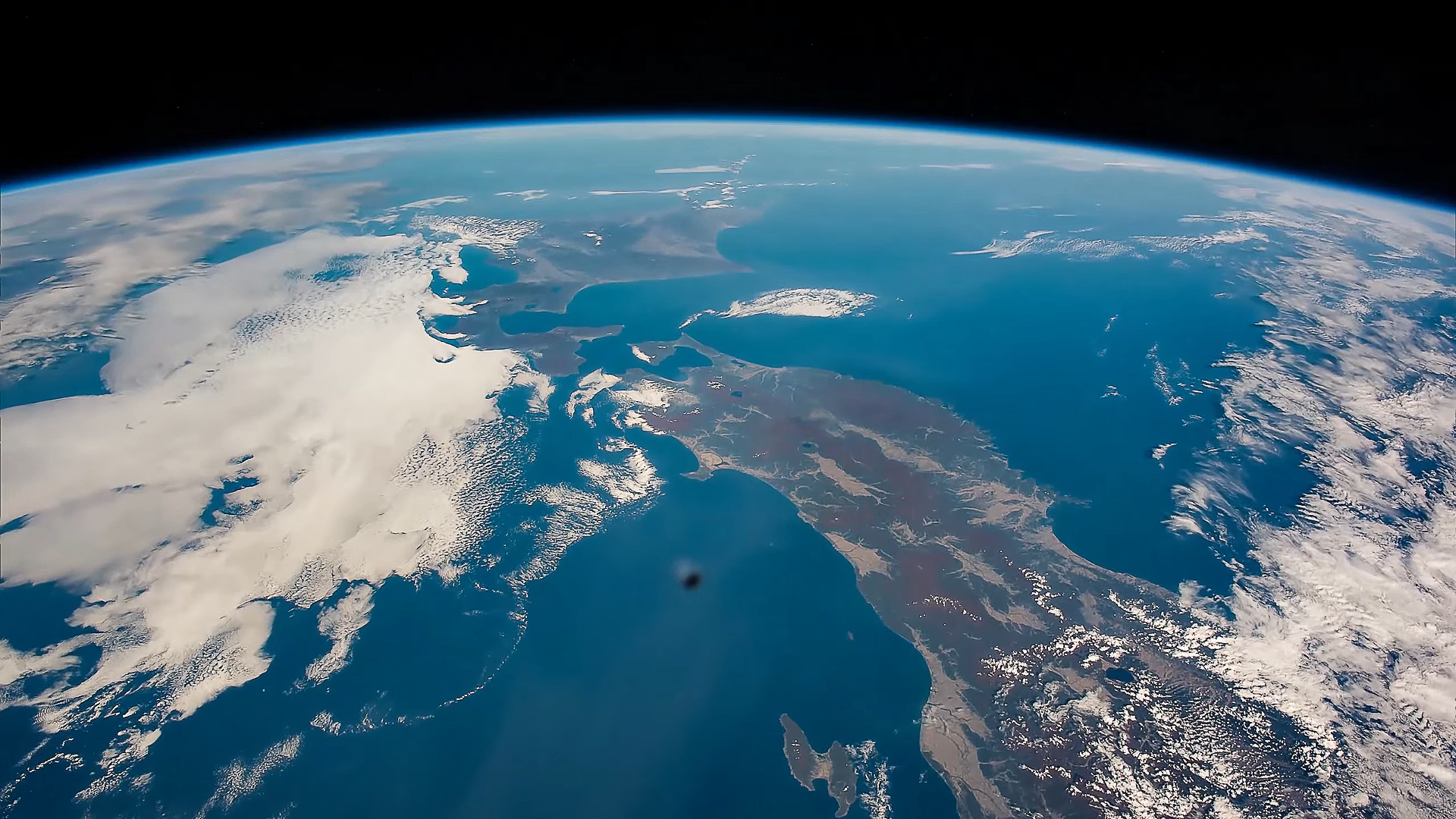
国際宇宙ステーションから見た北日本と東北地方（2015年10月17日）

プレート理論では、東北地方は北海道とともに北アメリカプレート上に存在し、東側から太平洋プレートが日本海溝で潜り込んでいる。そのため、海溝型を中心に地震が多く、ときには東北地方太平洋沖地震（東日本大震災）のようにマグニチュード9を超える大規模な地震が起こることもある。東北地方の中央には、日本海溝と平行に南北に那須火山帯が走っている。この火山帯の上には、下北半島の恐山山地、および、南北に長く奥羽山脈が連なっており、北から恐山、八甲田山・八幡平・岩手山・栗駒山・蔵王連峰・吾妻連峰・安達太良山・那須岳などの火山が多くある。那須火山帯（奥羽山脈）の上には十和田湖・田沢湖・鬼首カルデラ・蔵王の御釜周辺などのカルデラ地形が見られ、火山の恩恵である温泉も多い。なお、猪苗代湖は断層湖である。
日本海側には、ユーラシアプレートと北アメリカプレートの境界が南北に走っているため、那須火山帯と平行に鳥海火山帯が南北に走っている。この火山帯の上には、白神山地・出羽山地（太平山地・朝日山地・飯豊山地）・越後山脈が連なっており、岩木山・鳥海山・月山などの美しい稜線を持った火山が見られる。山地が海に接する部分では、海岸沿いに温泉が湧いており、海を眺めながら入浴することができる。
太平洋側には北上山地と阿武隈高地がある。これらは、隆起地形が侵食され、現在は老年期地形となった、なだらかで低い山地である。残丘として標高1917mの早池峰山があるが、基本的になだらかな山地で、奥羽山脈より日本海側と比べると積雪も少ないためスキー場が少なく、火山帯ではないため温泉も少ない。ただし昔、海底にあって隆起した証拠である鍾乳洞などの石灰岩地形が多く見られる。北上山地が海にせり出しているリアス式海岸の三陸海岸では、石灰岩が波に洗われてつくりだされた複雑な海岸線や真っ白な砂浜が見られ、親潮のコバルトブルーの海とコントラストを作り出している。阿武隈高地と太平洋の間は離水海岸となっており、リアス式海岸の間の海が埋め立てられたような小規模な沖積平野が小高い山地と交互に存在しながら延々と続く。
これら3連の南北に連なる山脈・山地の間には、北上川、阿武隈川、雄物川、最上川などの河川が流れ、多くの盆地や平野を作り出している。

### 気候
東北地方の気候として、「太平洋側」と「日本海側」の2つに区分されることがある。両者の境界は、那須火山帯上にある恐山から奥羽山脈の線、または中央分水嶺による竜飛岬（津軽半島）から奥羽山脈とする線などがある。
さらに日本海沿岸、那須火山帯山麓と西側（盆地）、那須火山帯山麓を除く東側（盆地）、太平洋沿岸 の4つのグループに分かれており、それぞれ異なった傾向を持っている。また、それぞれのグループごとに、北と南で微妙な違いもある。宮城県・福島県の太平洋沿岸を除いて全域が豪雪地帯で、一部特別豪雪地帯もある。
日本海沿岸と那須火山帯山麓と西側（盆地）の「日本海側グループ」は、日本海側気候となっており、夏季はフェーン現象により、晴天が多く、非常な高温になることがある（山形市で40.8度を記録）。しかし、昼間の高温の割りに夜間は気温が下がって過ごし易い。冬季は、日照時間が少なく、豪雪地帯となっているところが多いが、特に奥羽山脈西側の盆地の降雪量が多い。
太平洋側の那須火山帯山麓を除く東側（盆地）は、太平洋側気候と内陸性気候を併せ持つ。夏季は、フェーン現象により高温となる日と、太平洋沿岸地域のような曇天で気温が低い日との両方がある。冬季も、寒気団や北風・西風などの諸要因が強いと日本海側のように雪が降る場合がある一方、太平洋沿岸地域のように、晴天になる日も多い。
太平洋沿岸は、太平洋側気候と海洋性気候を併せ持つ。夏季は、北部・中部は通常曇天で気温が上がらず、数年毎にやませの流入により、低温で悪天候の冷夏となる年がある。南部（福島県浜通り）の夏季は、太平洋高気圧の影響下に入り易く、高温で晴天の日が多い。中部・南部は、冬季の積雪量は少なく、晴れて空気は乾燥する。
主な都市の冬 （平年値）
| 都市   |          | 降雪量累計 | 最深積雪 | 1月（平年値） | 1月（平年値） | 1月（平年値） | 1月（平年値） | 1月（平年値） | 1月（平年値） |
| 都市   | 日照時間 | 降雪量累計 | 最深積雪 | 降水日数      | 日隔差        | 平均気温      | 最高気温      | 最低気温      |               |
| 札幌   |          | 630 cm     | 101 cm   | 97.2 時間     | 17.9 日       | 6.8℃          | -4.1℃         | -0.9℃         | -7.7℃         |
| 深浦   |          | 385 cm     | 44 cm    | 31.3 時間     | 18.1 日       | 4.7℃          | -0.4℃         | 2.0℃          | -2.7℃         |
| 秋田   |          | 409 cm     | 41 cm    | 44.6 時間     | 20.6 日       | 5.4℃          | 0.0℃          | 2.7℃          | -2.7℃         |
| 酒田   |          | 375 cm     | 37 cm    | 39.9 時間     | 22.7 日       | 5.4℃          | 1.5℃          | 4.1℃          | -1.3℃         |
| 青森   |          | 774 cm     | 114 cm   | 56.7 時間     | 22.1 日       | 5.8℃          | -1.4℃         | 1.5℃          | -4.3℃         |
| 新庄   |          | 878 cm     | 126 cm   | 43.1 時間     | 23.8 日       | 5.8℃          | -1.2℃         | 1.4℃          | -4.4℃         |
| 山形   |          | 491 cm     | 50 cm    | 89.6 時間     | 15.2 日       | 6.6℃          | -0.5℃         | 3.0℃          | -3.6℃         |
| 若松   |          | 537 cm     | 58 cm    | 80.9 時間     | 14.8 日       | 6.4℃          | -0.7℃         | 2.6℃          | -3.8℃         |
| むつ   |          | 564 cm     | 70 cm    | 77.0 時間     | 17.7 日       | 6.8℃          | -1.6℃         | 1.4℃          | -5.4℃         |
| 盛岡   |          | 351 cm     | 36 cm    | 124.0 時間    | 9.7 日        | 7.6℃          | -2.1℃         | 1.7℃          | -5.9℃         |
| 福島   |          | 235 cm     | 26 cm    | 136.6 時間    | 7.9 日        | 7.5℃          | 1.4℃          | 5.4℃          | -2.1℃         |
| 白河   |          | 173 cm     | 21 cm    | 160.9 時間    | 4.8 日        | 8.6℃          | 0.2℃          | 4.6℃          | -4.0℃         |
| 八戸   |          | 318 cm     | 33 cm    | 134.5 時間    | 6.9 日        | 7.0℃          | -1.2℃         | 2.5℃          | -4.5℃         |
| 宮古   |          | 186 cm     | 32 cm    | 163.6 時間    | 4.6 日        | 8.8℃          | 0.2℃          | 4.8℃          | -4.0℃         |
| 大船渡 |          | 77 cm      | 13 cm    | 148.6 時間    | 5.2 日        | 7.3℃          | 0.7℃          | 4.4℃          | -2.9℃         |
| 石巻   |          | 56 cm      | 17 cm    | 167.6 時間    | 4.3 日        | 7.2℃          | 0.5℃          | 4.4℃          | -2.8℃         |
| 仙台   |          | 90 cm      | 17 cm    | 151.3 時間    | 5.5 日        | 7.2℃          | 1.5℃          | 5.2℃          | -2.0℃         |
| 小名浜 |          | 14 cm      | 6 cm     | 189.6 時間    | 4.1 日        | 9.1℃          | 3.6℃          | 8.2℃          | -0.9℃         |
| 東京   |          | 13 cm      | 7 cm     | 180.5 時間    | 4.6 日        | 7.8℃          | 5.8℃          | 9.8℃          | 2.1℃          |

日本海沿岸、那須火山帯山麓と西側、那須火山帯山麓を除く東側、太平洋沿岸 の4グループに色分けしてある。
※降雪量累計：気象庁の統計データ でいう「降雪の深さ合計」のこと。日ごとの降雪量を、シーズン全体で合計した量（平年値）
※最深積雪：一度に降る最も多い積雪量（平年値）
※降水日数：1mm以上の降水が観測される日数（平年値）
※日隔差：1月の平均最高気温と平均最低気温の差。1日の寒暖の差（平年値）
主な都市の夏 （8月 の平年値）
| 都市   |  | 平均気温 | 最高気温 | 最低気温 | 日隔差 | 日照時間   | 降水量   |
| 札幌   |  | 22.0 ℃   | 26.1 ℃   | 18.5 ℃   | 7.6 ℃  | 173.5 時間 | 137.3 mm |
| 深浦   |  | 23.1 ℃   | 26.8 ℃   | 19.9 ℃   | 6.9 ℃  | 185.9 時間 | 157.4 mm |
| 秋田   |  | 24.5 ℃   | 28.8 ℃   | 20.9 ℃   | 7.9 ℃  | 200.4 時間 | 181.9 mm |
| 酒田   |  | 24.9 ℃   | 29.1 ℃   | 21.0 ℃   | 8.1 ℃  | 211.6 時間 | 175.8 mm |
| 青森   |  | 23.0 ℃   | 27.6 ℃   | 19.3 ℃   | 8.3 ℃  | 190.8 時間 | 129.3 mm |
| 新庄   |  | 23.9 ℃   | 28.9 ℃   | 19.8 ℃   | 9.1 ℃  | 177.5 時間 | 174.5 mm |
| 山形   |  | 24.6 ℃   | 30.2 ℃   | 20.3 ℃   | 9.9 ℃  | 184.7 時間 | 148.8 mm |
| 若松   |  | 24.8 ℃   | 30.4 ℃   | 20.3 ℃   | 10.1 ℃ | 199.5 時間 | 131.0 mm |
| むつ   |  | 21.7 ℃   | 25.7 ℃   | 18.2 ℃   | 7.5 ℃  | 152.8 時間 | 140.4 mm |
| 盛岡   |  | 23.2 ℃   | 28.1 ℃   | 19.2 ℃   | 8.9 ℃  | 158.8 時間 | 177.8 mm |
| 福島   |  | 25.2 ℃   | 30.2 ℃   | 21.5 ℃   | 8.7 ℃  | 159.7 時間 | 144.3 mm |
| 白河   |  | 23.3 ℃   | 28.1 ℃   | 19.7 ℃   | 8.4 ℃  | 154.0 時間 | 228.2 mm |
| 八戸   |  | 22.3 ℃   | 26.5 ℃   | 19.1 ℃   | 7.4 ℃  | 173.3 時間 | 139.8 mm |
| 宮古   |  | 22.2 ℃   | 26.4 ℃   | 19.1 ℃   | 7.3 ℃  | 165.2 時間 | 180.8 mm |
| 大船渡 |  | 23.0 ℃   | 26.9 ℃   | 19.8 ℃   | 7.1 ℃  | 161.5 時間 | 198.6 mm |
| 石巻   |  | 23.5 ℃   | 26.9 ℃   | 20.8 ℃   | 6.1 ℃  | 178.1 時間 | 127.0 mm |
| 仙台   |  | 24.1 ℃   | 27.9 ℃   | 21.2 ℃   | 6.7 ℃  | 155.4 時間 | 174.2 mm |
| 小名浜 |  | 23.9 ℃   | 27.3 ℃   | 18.5 ℃   | 8.8 ℃  | 193.9 時間 | 141.7 mm |
| 東京   |  | 27.1 ℃   | 30.8 ℃   | 24.2 ℃   | 6.6 ℃  | 177.5 時間 | 155.1 mm |

日本海沿岸、那須火山帯山麓と西側、那須火山帯山麓を除く東側、太平洋沿岸 の4グループに色分けしてある。
※日隔差：8月の平均最高気温と平均最低気温の差。1日の暑涼の差（平年値）

## 地域

### 定義域と名称
この地方の名称は、歴史的に変遷している。まず、古代には、畿内から始まる海道（後の東海道）と山道（後の東山道）の各々の道の奥にあることから「みちのおく」「みちのく」とされ、当地方南部（南東北）に「道奥国」（みちのおくのくに）が設置された。後に陸奥国と出羽国が設置されると、両者から1字ずつ取った「奥羽」「奥羽両国」「奥羽州」と呼ばれた。また、両者を一括して実効支配を敷いた奥州藤原氏や奥州探題などの例から、単に「奥州」ともといわれた。
「東北」と称する文献例は、主に江戸時代・天保期以降の幕末になってから散見されるようになり、この場合、「東北国」と称する例もある。地方名としての「東北」の称が公的な史料で初見されるのは、慶応4年（1868年）に佐竹義堯（秋田藩主）に下賜された内勅とされる。ただし、この場合の「東北」は五畿七道の内の「東北3道」（東海道・東山道・北陸道）、すなわち、天皇の在所である畿内からみて東あるいは北東側にある全ての地域を指しており、西南4道（山陰道・山陽道・南海道・西海道）と対比される。または、東国と北陸の合成語とも考えられる。なお、奥羽および現在の東北地方は「東山道の北部」に位置している。
明治元年12月7日（西暦1869年1月19日）、奥羽越列藩同盟諸藩に対する戊辰戦争の戦後処理の一環として、陸奥国が5分割（磐城・岩代・陸前・陸中・陸奥）、出羽国が2分割（羽前・羽後）されると、「陸羽」または「三陸両羽」との呼称が生まれた。この場合、現在の福島県全域と宮城県南端に相当する磐城・岩代の2国を除いた、残りの「陸」と「羽」が付く5国の地域を指し、「奥羽」とは指し示す領域が異なっているが、分割前の「陸奥国」と「出羽国」と見ることもできるため、混同されて使用される例も見られる。明治前半に奥羽両国は、明治元年成立の旧国の数から「奥羽7州」「東北7州」、あるいは、新設の県の数から「東北6県」とも言われるようになる。
廃藩置県が実施されて全国が政府直轄となると、当地方から北海道が切り離され、仙台県宮城郡仙台（後の宮城県仙台市）に国家の出先機関などが置かれていった。これらの管轄範囲が公的には「奥羽」と呼ばれる一方、在野の民権派は「奥羽」「奥羽越」あるいは「奥羽および北海道」の範囲を指す美称として「東北」を（「西南」と対比して）用いるようになった。明治の後半になると民間でも「奥羽」の範囲を「東北」と呼ぶのが通例となり、公的にも「東北」が用いられるようになった。
この結果、「東北」は日本の地域の中で唯一、民間由来の地方名として定着し、明治以降144年以上に亘って、東北地方の主要企業・国家の出先機関・大学などの名称に多く用いられてきた。そのため、現在は「奥羽」よりも「東北」の方が当地方の呼称として一般的である。

### 他の県との関係
戦後に東北地方と新潟県を対象範囲とする地域開発の法律が作られた。
1. 北海道東北開発公庫法（1956年 - 1999年）
 中央省庁再編にあわせ、北海道東北開発公庫は解散し、日本政策投資銀行へ継承。
2. 東北開発株式会社法（1957年 - 1986年）
 1986年に東北開発株式会社（特殊会社）は民営化。その後、三菱マテリアルと合併。
3. 東北開発促進法（1957年 - 2005年）
 国土総合開発法の改正に伴い、他の地方開発促進法とともに廃止。
4. 地方行政連絡会議法（1965年 -）

※1から3をまとめて「東北三法」ということがある。
1960年代から始まる全国総合開発計画と国土形成計画も、これらの法律に則って東北地方と新潟県を対象としている（2007年4月1日から施行された国土形成計画法施行令以降は「東北圏」と称す）。また、東北地方と北海道と新潟県で、北海道東北地方知事会議が開催されている。
経済においては、これら法律の東北地方と新潟県の枠組みにしたがって東北経済連合会が構成され、関連する産・学・官連携シンクタンク（現在の名称は「東北開発研究センター」）、研究開発機構（東北インテリジェント・コスモス構想など）、地域ベンチャーキャピタルや地域投資ファンド、観光事業などでも新潟県が含まれている。
東北経済連合会は、東京都より北に本社を置く企業で最大である東北電力が事実上主導権をとる団体となっている。その経済力を背景に、同社提供のブロックネットのローカル番組が複数制作されて「東北7県」（番組内では「東北6県と新潟県」という）に放送されたり、同社が関係して「東北7県」の地方紙で連携企画が掲載されたりしている（→河北新報#紙面参照）。
以上のように、電力関連では東北地方と新潟県を一括りとする例が見られるが、電力関連以外では東北6県の方が一般的であり、東京や仙台に立地する機関が新潟県も含めて「東北7県」とする例は少ない。東北史研究者の河西英通はその理由として、東北地方が凶作に見舞われたのとは対照的に、新潟は大陸航路の拠点として開発が進んだことが原因と見ている。
新潟放送が新潟県民に行ったアンケートによると、新潟県は「関東甲信越」とする回答が55％、「北陸」が25%、「中部」17%の一方で、「東北」は3%しかない。
この外の例としては、1888年に行われた「東北」対象の自由民権運動集会には新潟県、長野県、富山県、石川県、福井県が参加していた。

## 歴史
畿内政権の律令制・中央集権体制下では、出羽国は越国（北陸道）の先にある沿岸国（船で到達できて畿内に近い）、陸奥国は東山道を徒歩で行くために、「道奥＝みちのおく（みちのく）」すなわち内陸国と見なされていた。そのため、現在のような測量された地図がなかった時代には、出羽は日本海沿岸の政治勢力の版図、陸奥は本州奥地の政治勢力の版図とされ、その境界は在地の政治勢力の盛衰にしたがって変化し、必ずしも奥羽山脈できれいに東西に分かれていたわけではない。蝦夷（俘囚）勢力が後退した鎌倉時代以降は、政権のある鎌倉からは陸奥国の方が近くなり、また、鎌倉と出羽国とは船での繋がりをもてなかったために出羽の沿岸国としての意味合いが薄れ、奥羽両国を一括して「奥州」とするようになった。
奥州（東北地方）は、近畿地方の諸政権（平氏政権、室町幕府、豊臣政権）が支配した時代には、政権所在地からは遠いため、半独立的な政治勢力が生まれていた。しかし、関東地方の諸政権（鎌倉幕府、江戸幕府、大日本帝国政府、日本国政府）には近いため、政権への従属的傾向が強くなる。

### 先史

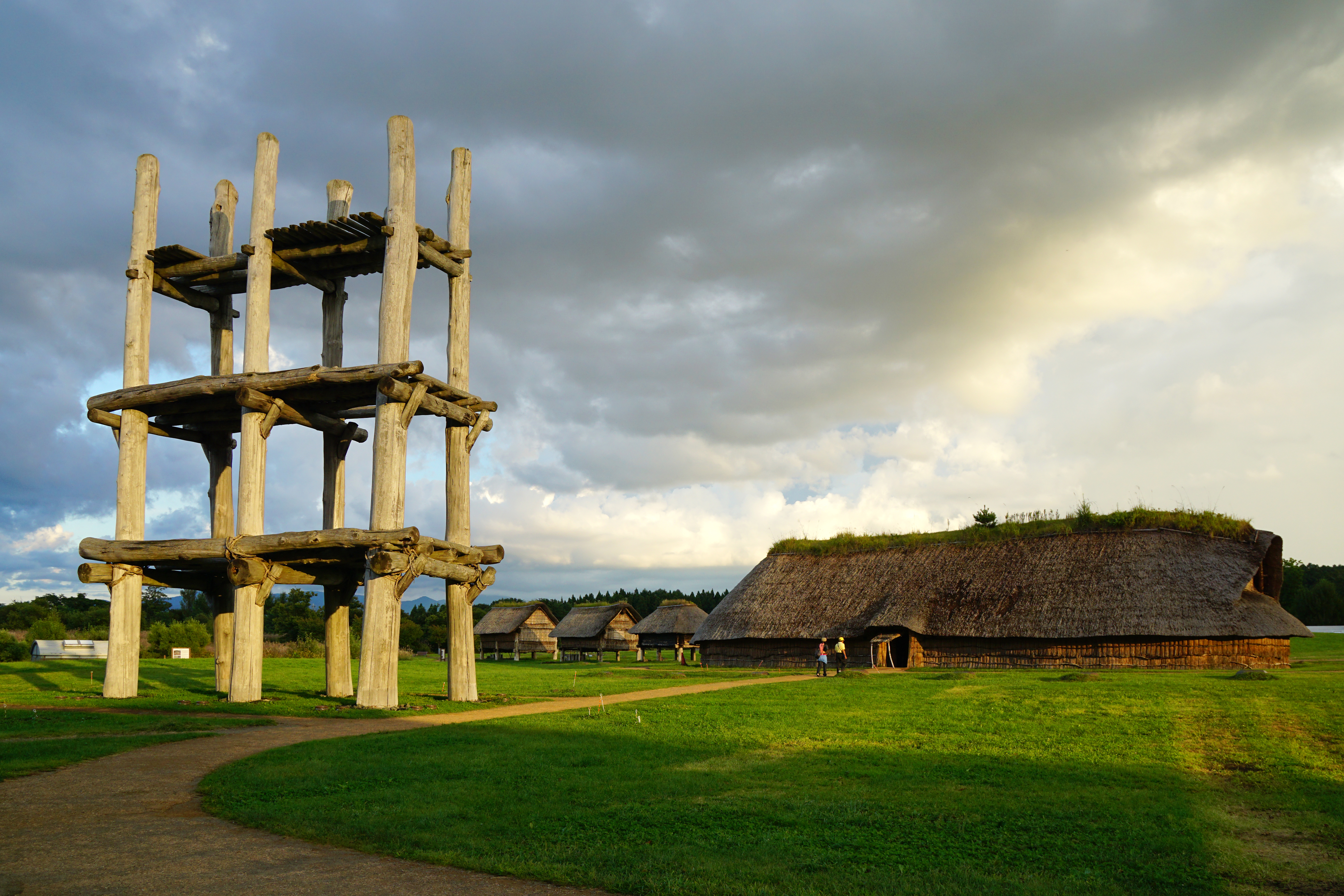
三内丸山遺跡
（青森県青森市）

#### 旧石器時代
旧石器時代は氷期の影響を受け、現在よりも寒冷であった。そのため、当時の海岸線は現在よりも沖合いにあり、現在は海底に沈んでいるため、海岸線での生活についてはほとんどわかっていない。内陸の生活については、東北地方でも富沢遺跡や金取遺跡などでわかるが、他のいくつかの前期旧石器時代の遺跡が旧石器捏造事件によって研究が振り出しに戻ってしまったため、現在検証作業中である。

#### 縄文時代
縄文時代には気候が温暖化して、東北地方も縄文中期には現在より暖かかったと考えられている。当時の採集・狩猟・漁労を中心とした生活では、西日本よりも東日本の方が生活に適しており、東北地方は関東地方や中央高地とともに縄文時代の遺跡が高密度に分布する地域として知られる。最も人口密度が低かった近畿地方・中国地方・四国地方と比べて、人口密度が最も高かった関東は30倍以上、東北も5倍から10倍程度の人が住んでいたと見られている。そのため、1440年も続いた巨大集落である三内丸山遺跡などが存在し、栗栽培など原始的な縄文農耕も始まり、関東や中央高地などと共に縄文文化の中心を担った。
縄文文化は縄文後期の寒冷化により衰退し、縄文末期には大陸から水田稲作が伝来し、北部九州や畿内など西日本を中心に弥生文化が発達する。東北においても比較的早い時期に弥生文化が伝播しており、水田稲作は弥生前期に伝来したと考えられているが、一般的には紀元前後と見られる弥生中期後半前後まで水稲農耕は完全に受容されたとはいえず、北部においては続縄文文化であったとする見方もある。また、南部においても稲作の放棄と続縄文文化の南下が見られる。

#### 弥生時代
弥生時代の前期には水稲農耕が、他の日本列島諸地域同様、東北地方においても受容され、中期には水田農耕が行われるようになった。一方で、西日本でみられるような、戦闘への備えとしての拠点集落や大規模な墳墓は確認されていない。また、信仰においても、支石墓・甕棺墓・墳丘墓といった新たな墓制や、青銅器を用いた祭祀の習慣は見つかっていない。
紀元前後、弥生時代中期に発生した大規模地震と津波は、仙台平野を含めた広い範囲に被害をもたらした。これにより、仙台平野海岸部の弥生遺跡は壊滅し、内陸部の集落も少数になり、その規模も縮小した。また、これらの集落に住む人々の生活の基盤も、水稲農耕から狩猟・採集に基盤を移したことがうかがえる。

#### 古墳時代
古墳時代には畿内から古墳文化が到達し、東北地方でも古墳が造られた。古墳が集中している地域は仙台平野や会津地方・山形県内陸部などの東北地方南部となっている。また、奈良盆地に起源があるとみられる前方後円墳も造られ、ヤマト王権との交流がすでに始まっていたと考えられている。東北地方最大の前方後円墳は、宮城県名取市にある雷神山古墳である。宮城県北部・秋田県以北（山形県庄内地方が含まれるとする説もある）では末期古墳が分布する。なお、東北北部の青森県域では続縄文文化が持続し、古墳は小規模な終末期古墳に限られている。

### 古代

#### 大和時代
古代に入ると、ヤマト王権と奥羽越地域（東北地方と新潟県）の諸勢力との関係は、古墳時代までの緩い地域連合のレベルから、徐々に中央集権的な都と地方という関係に移行していく。
畿内政権側から見た古代の東北地方と、現新潟県の米山峠以東（中越地方・下越地方・佐渡島）は「未征服地」であり、畿内政権に服従しない異民族「蝦夷（えみし）」が住んでいるとされた（蝦夷の住んでいた範囲には諸説ある）。以降、古代から中世にかけて、畿内政権側の征服戦争と、東北地方（特に奥六郡）の独立や半独立の動きの中で、征夷軍と蝦夷軍が衝突し、東北地方の歴史は作られていった。

#### 飛鳥時代

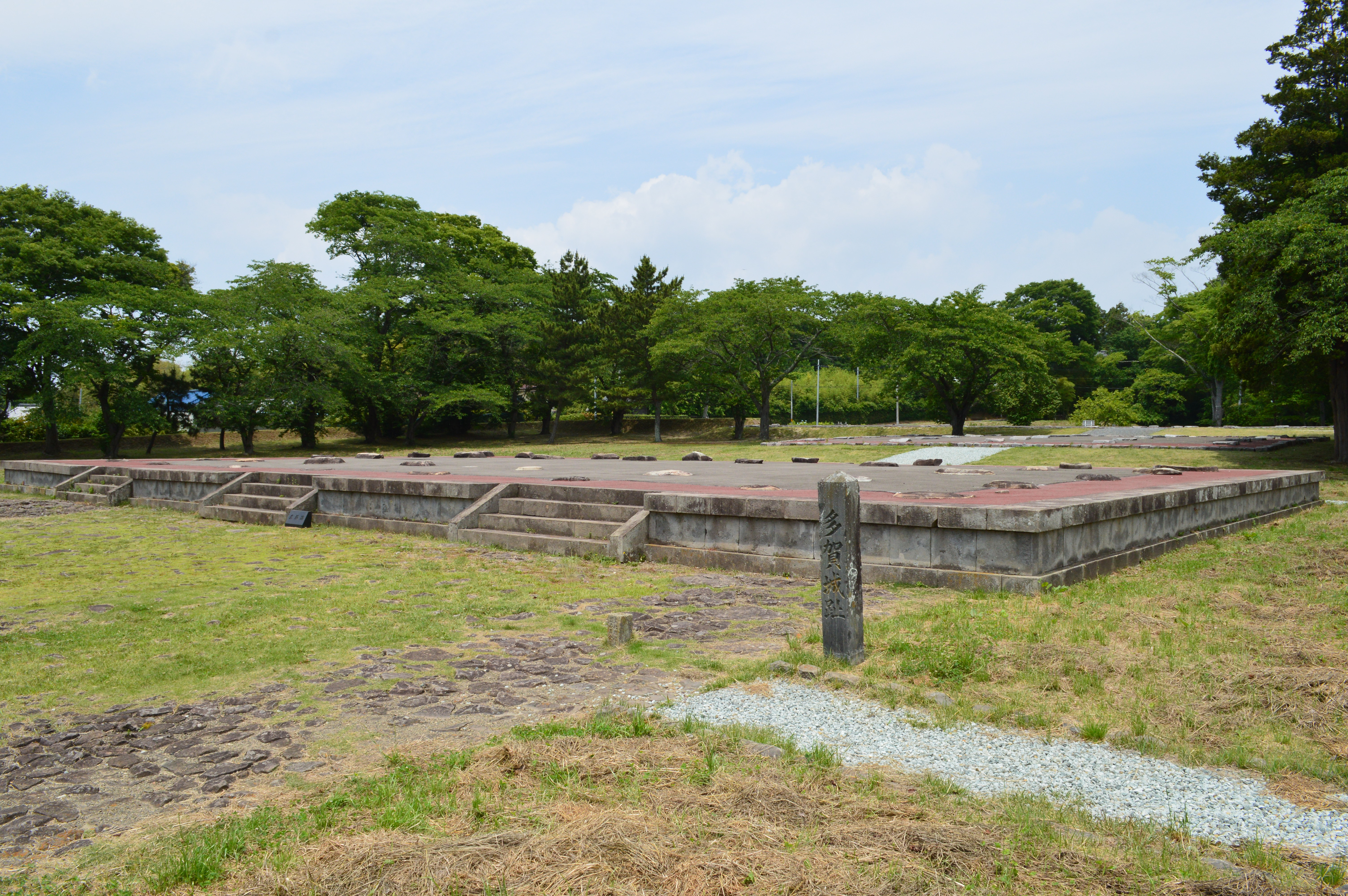
多賀城
（宮城県多賀城市）

7世紀中期から後期に、天皇を中心とした強力な官僚制が志向されるようになると、それまでの地方豪族が国造として独自に支配していた地方分権体制から、中央集権体制へと国家体制が大きく変化した。
この流れの中で、7世紀半ばに、太平洋側の現在の福島県から宮城県中部辺りまでと、山形県の南部（置賜郡）と中部（最上郡）が畿内政権側に服従し、常陸国から分離される形で道奥国（みちのく。後に陸奥国）が設置された。
この地域は、古墳時代に前方後円墳が幾つも造られた地域である（7世紀の内に、宮城県内は平定された）。
日本海側では、すでに新潟県上越地方（頸城郡）まで征服したヤマト王権と越国（こしのくに）の連合軍が、「柵（き）」と呼ばれる前線基地を築きながら北進する。
まず、大化3年（647年）に渟足柵（現在の新潟市中心部）、
さらに大化4年（648年）に磐舟柵（現在の岩船郡、村上辺り）を設置し、日本海沿岸を次々と越国に組み入れていった。
斉明天皇4年（658年）になると、越国守であった阿倍比羅夫が、180艘の軍船を率いてさらに日本海沿岸を北上し、「鰐田（あぎた）の浦」（現在の秋田市周辺?）から津軽地方へと到った（日本書紀）。これが蝦夷征討なのか武装交易船団なのかは定説がない。少なくともこの阿倍水軍は斉明天皇4年（658年） - 斉明天皇6年（660年）の間に3度来航し、交易をして帰っている。
その後、畿内政権と同盟関係にあった百済が新羅の侵攻を受けたため、阿倍水軍もその戦列に加わり東北日本海側への遠征は中断された。
律令制整備が進み、中央集権国家として確立してくると、さらに地方の支配体制の整備も進んだ。朝廷軍は、北進して庄内地方に達し、現在の酒田の最上川河口部辺りに出羽柵を設置。
越国（こしのくに）が越前国・越中国・越後国の3ヶ国に分割されると、和銅元年9月28日（708年11月14日）、庄内地方に出羽郡が設置され、越後国に組み入れられた。この出羽郡は、和銅5年9月23日（712年10月27日）に越後国から分立して出羽国になり、後に陸奥国から置賜郡と最上郡を譲られて、沿岸国だった出羽国は内陸部を得る（国府は現在の酒田市の北東部にある城輪柵遺跡に設置されたと考えられている）。

#### 奈良時代

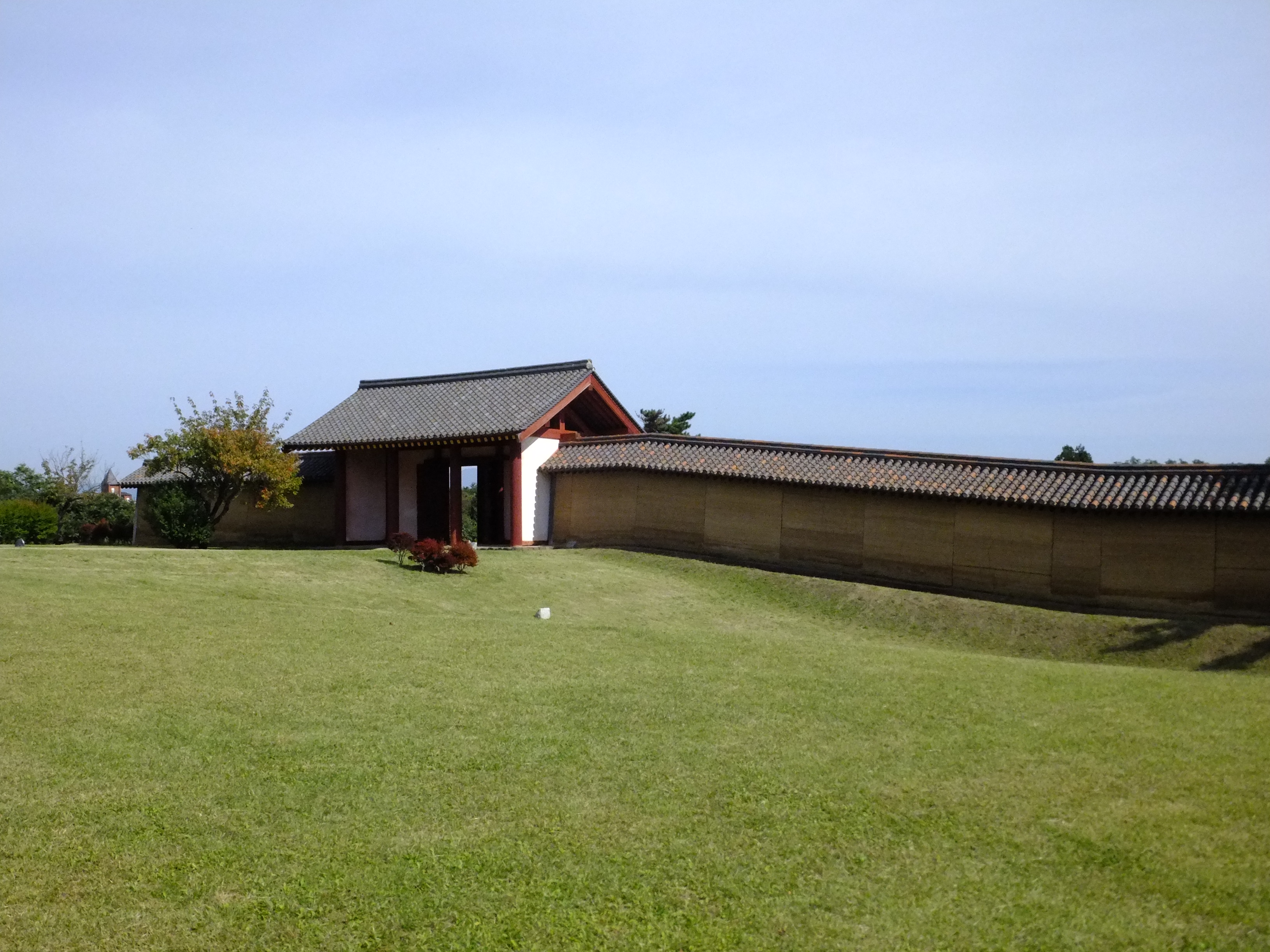
秋田城
（秋田県秋田市）

養老4年（720年）に発生した蝦夷の反乱（征夷将軍・多治比縣守により鎮圧）後、養老8年/神亀元年（724年）東北太平洋側に多賀城が築かれ、南東北は朝廷側の支配体制に完全に組み込まれた。
さらに北進した朝廷軍は、天平5年（733年）に出羽柵を秋田高清水岡（現在の秋田城跡）に移した。ただし、現在の秋田県の領域では、沿岸部のみが支配下に入っただけで、内陸部はやや緩い支配だった。
737年（天平9年）大野東人により多賀城から出羽柵への連絡通路が開削された。
北東北では、北上山地で太平洋と隔絶され、多賀城からも離れている現在の岩手県内の北上川流域（＝奥六郡、日高見国）、および、秋田県の横手盆地などが蝦夷の勢力域として残り、その後の朝廷（多賀城）との抗争に続いていく。
宝亀11年（780年）の光仁天皇の時に伊治呰麻呂が反乱を起こし、多賀城を奪った。

#### 平安時代

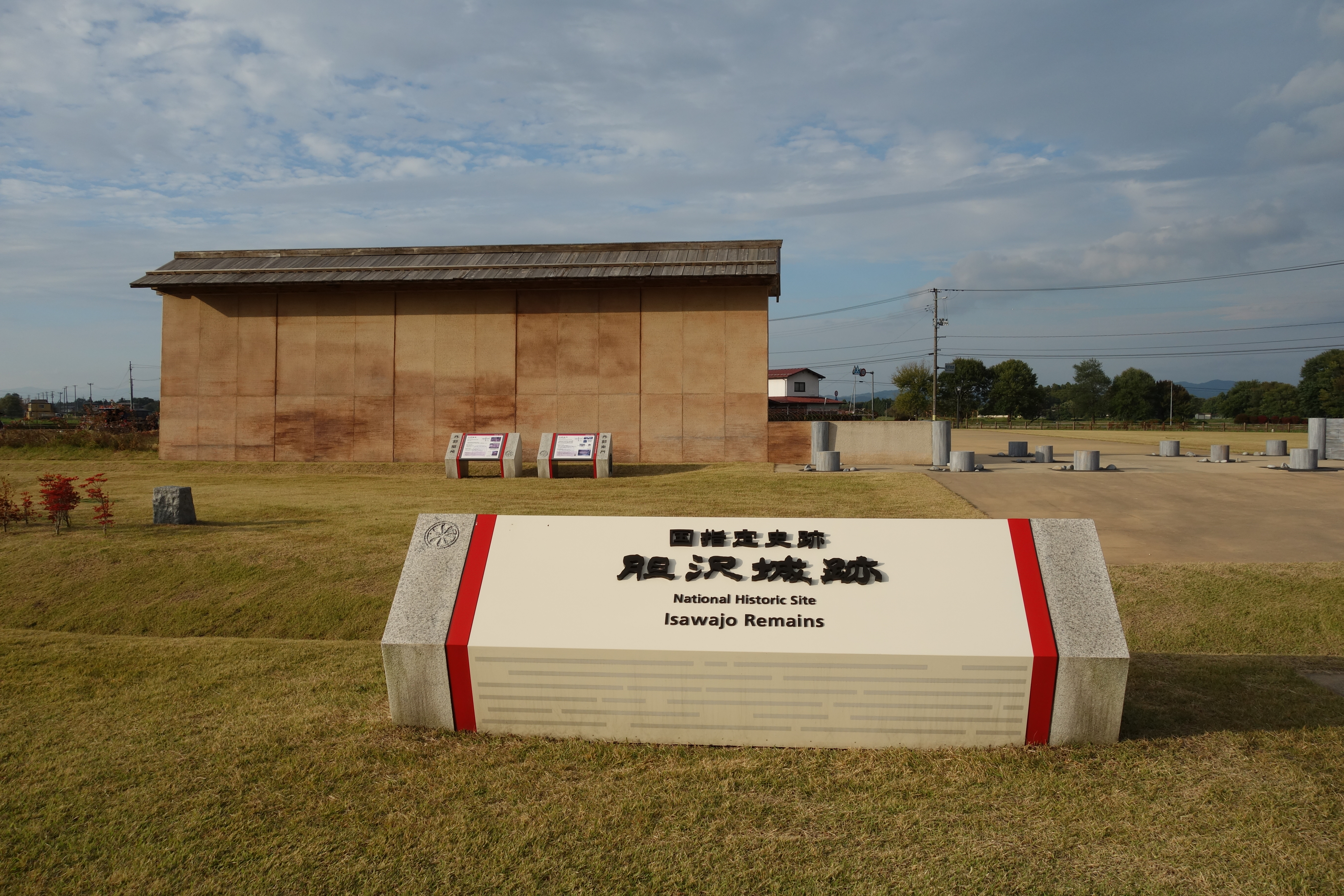
胆沢城
（岩手県奥州市）

平安時代の桓武天皇は、3回に渡る蝦夷平定を行い、坂上田村麻呂が征夷大将軍となって、蝦夷軍のアテルイと戦って勝利し、奥六郡に胆沢城を築いた。敗れた蝦夷軍は朝廷への服従を誓って俘囚となり、一部は日本各地に集団で強制移住させられた。
朝廷の支配が確立すると、関東地方や北陸地方から多数の入植者（柵戸）が入り、東北地方の内地化が進んだ。俘囚の中から安倍氏が勢力を伸ばして、奥六郡を本拠地に糠部（現在の青森県東部）から亘理・伊具（現在の宮城県南部）にいたる広大な地域に影響力を持ったが、源頼義と対立し滅ぼされた（前九年の役）。その後清原氏が勢力を張ったがこれも源義家に滅ぼされた（後三年の役）。この両役を通じて、それまで陸奥国（東の奥）と出羽国（北の端）と認識されていた両地域を一まとめする認識が生じたとする見解がある。日本六十余州と呼ばれたうち、東北の広大な領域に僅か2カ国しか設置されていないという不均衡な状態は実に明治維新期までの長きに及ぶが、これは政権が武家に移行して分国制度が完全に形骸化したためでもあり、東北の人口密度や生産力がずっと低かったわけではない。太閤検地では既に陸奥国は他国平均の6倍以上、出羽国も2倍程度の石高となっている。

### 中世

中尊寺金色堂
（岩手県西磐井郡平泉町）

#### 平安時代末期
平安時代末期から中世初期には、北上川流域（奥六郡）を中心として奥州藤原氏が栄え、平泉が平安京に次ぐ日本第二の都市になるまで発展する。奥州藤原氏は陸奥・出羽両国の院領や摂関家荘園の租税を徴することで財力を蓄えたとみられる。しかし、源義経を匿ったかどで鎌倉政権側より軍事攻撃を受け、源頼朝によって滅ぼされた。

#### 鎌倉時代
その後坂東出身を中心とする武士団が多く配置されるとともに、北条氏の所領が広く設定されたが、一部には津軽地方の安東氏のように在地領主と見られる豪族も勢力を維持した。安東氏は北条得宗家から蝦夷代官に任命され、北東北から北海道を支配したといわれている。安東氏の本拠地十三湊は交易で栄え、日本有数の都市となった。しかし、室町時代には安東氏は南部氏との抗争により津軽を追われ秋田地方に移り、十三湊の繁栄は失われてしまう。さらに、鎌倉時代の末頃からエゾの蜂起や安東氏内部での抗争が激化するなど、東北地方では不安定な情勢が続いた（安藤氏の乱）。

#### 室町時代
南北朝時代
鎌倉幕府滅亡後の後醍醐天皇の建武の新政では、奥州平定のために北畠顕家が多賀城へと派遣され、陸奥将軍府が置かれた。南北朝時代に入ると南朝の北畠顕家・北畠顕信と北朝の石塔氏・吉良氏・畠山氏・斯波氏が激しく争い、最終的に北朝の斯波家兼が奥州管領として勝利した。
その後斯波氏が奥羽両国に勢力を扶植するが次第に衰退したため、関東を統治した鎌倉府に統合された。
鎌倉府は統治能力の強化のため奥州南部に篠川公方・稲村公方を配置するが、室町幕府と鎌倉府の対立の中で、斯波氏（大崎氏・最上氏）は室町幕府から奥州探題や羽州探題に補任される。さらに有力国人は鎌倉府と対立するため、室町幕府直属の京都扶持衆となる例も多く見られた。

#### 戦国時代
戦国時代には、山形の最上氏・伊達の伊達氏・秋田の秋田氏・三戸の南部氏・会津若松の蘆名氏などが割拠した。

### 近世

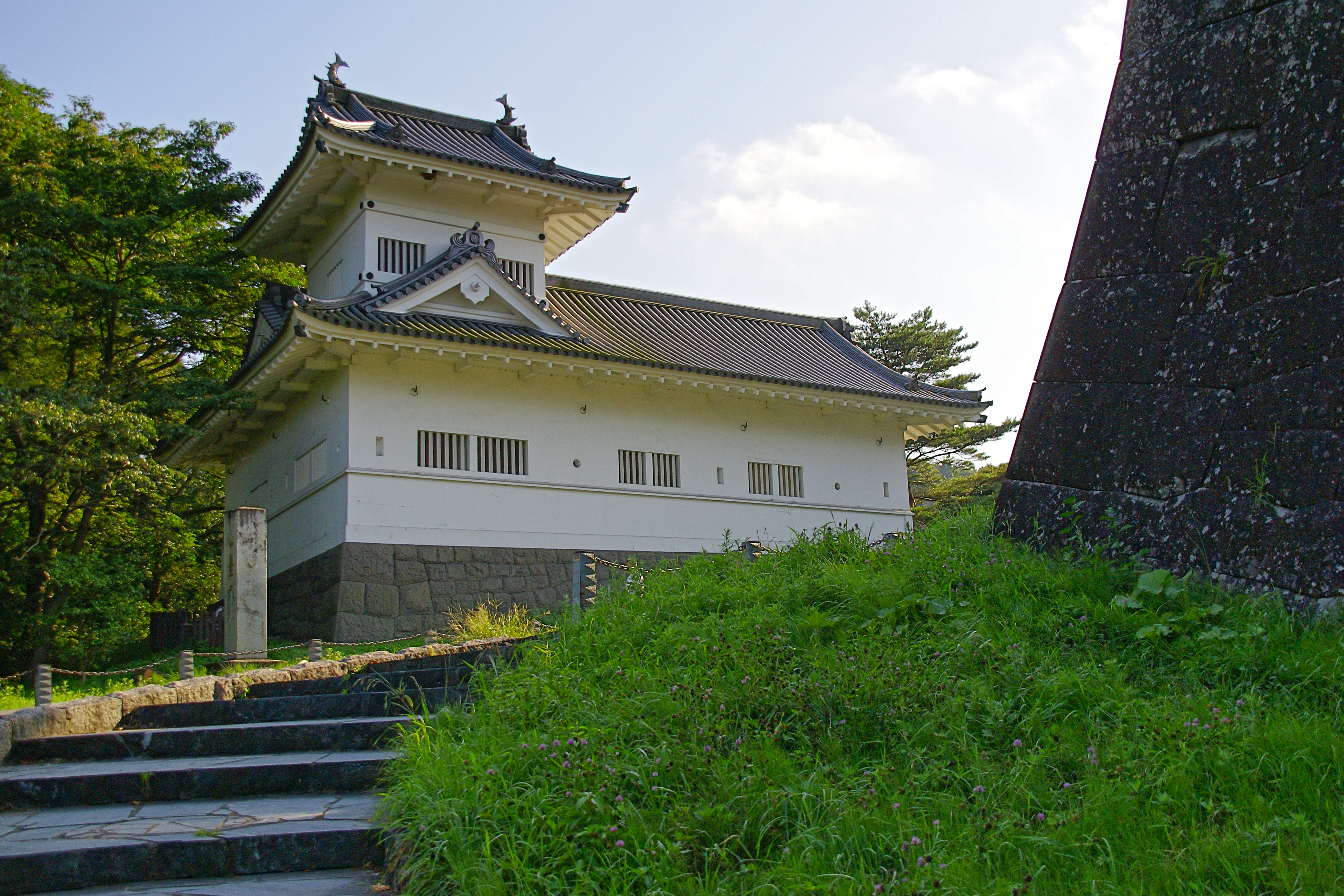
仙台城
（宮城県仙台市青葉区）

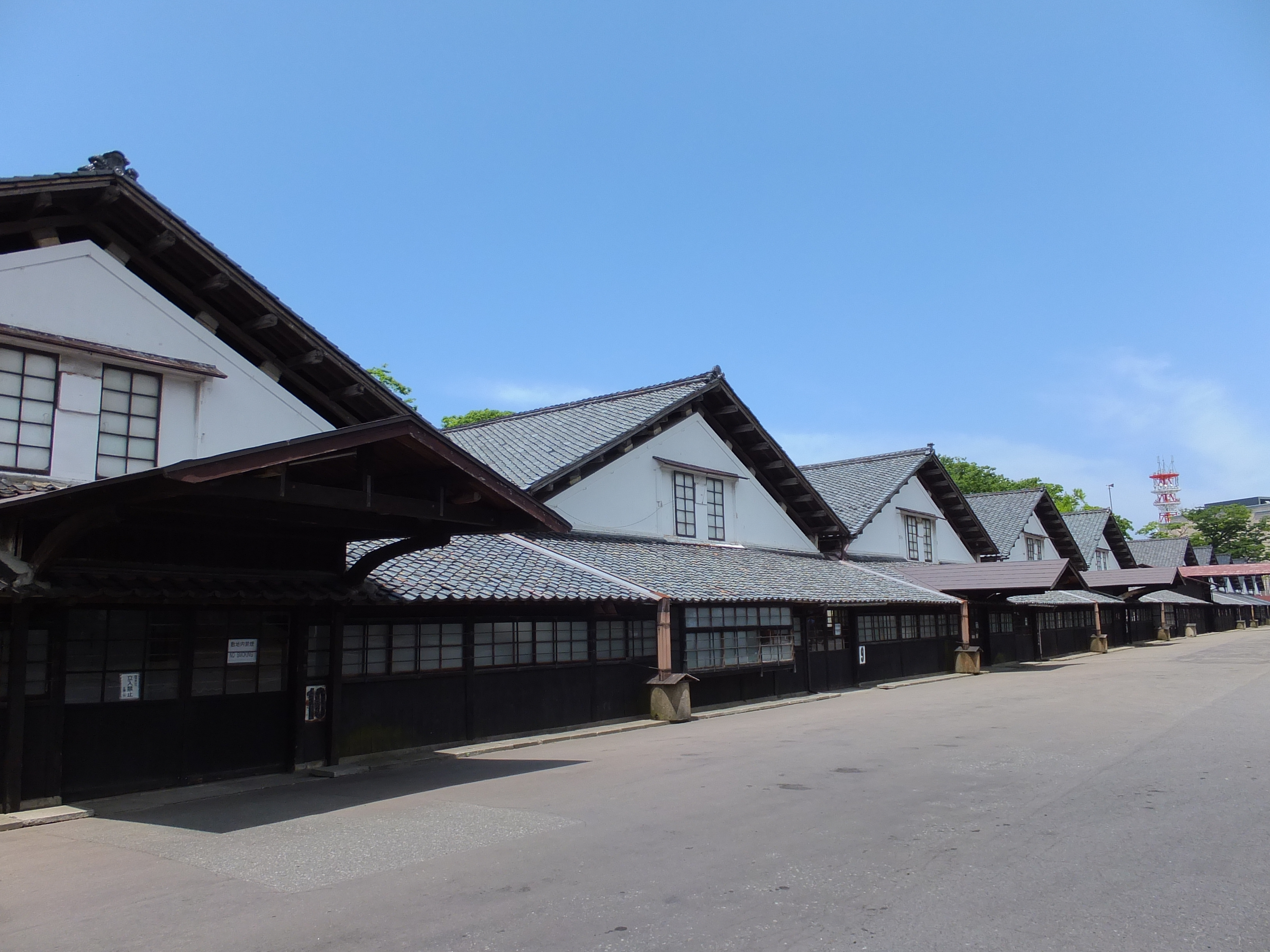
山居倉庫
（山形県酒田市）

#### 安土桃山時代
関ヶ原の戦いの後、常陸国水戸の佐竹氏が安東氏の後裔の秋田氏と入れ替わりに秋田に転封された。
特に伊達政宗は戦国末期に急速に勢力を拡大し、奥羽六十余郡の半分を影響下に置いた。
なお、出羽国の内陸部（奥羽山脈の西側に連なるいくつもの盆地群）は盆地を中心とする領域支配を確立し、東北地方の戦国時代の主役を担った。それは、職業歩兵（軍人）である足軽が兵農分離されていなかった戦国初期においては、組織できる兵力に限界があり、盆地程度の広さが領国支配に適していたためで、出羽国内陸部の盆地の諸勢力は、陸奥国領域にも積極的に攻勢に出た。

#### 江戸時代

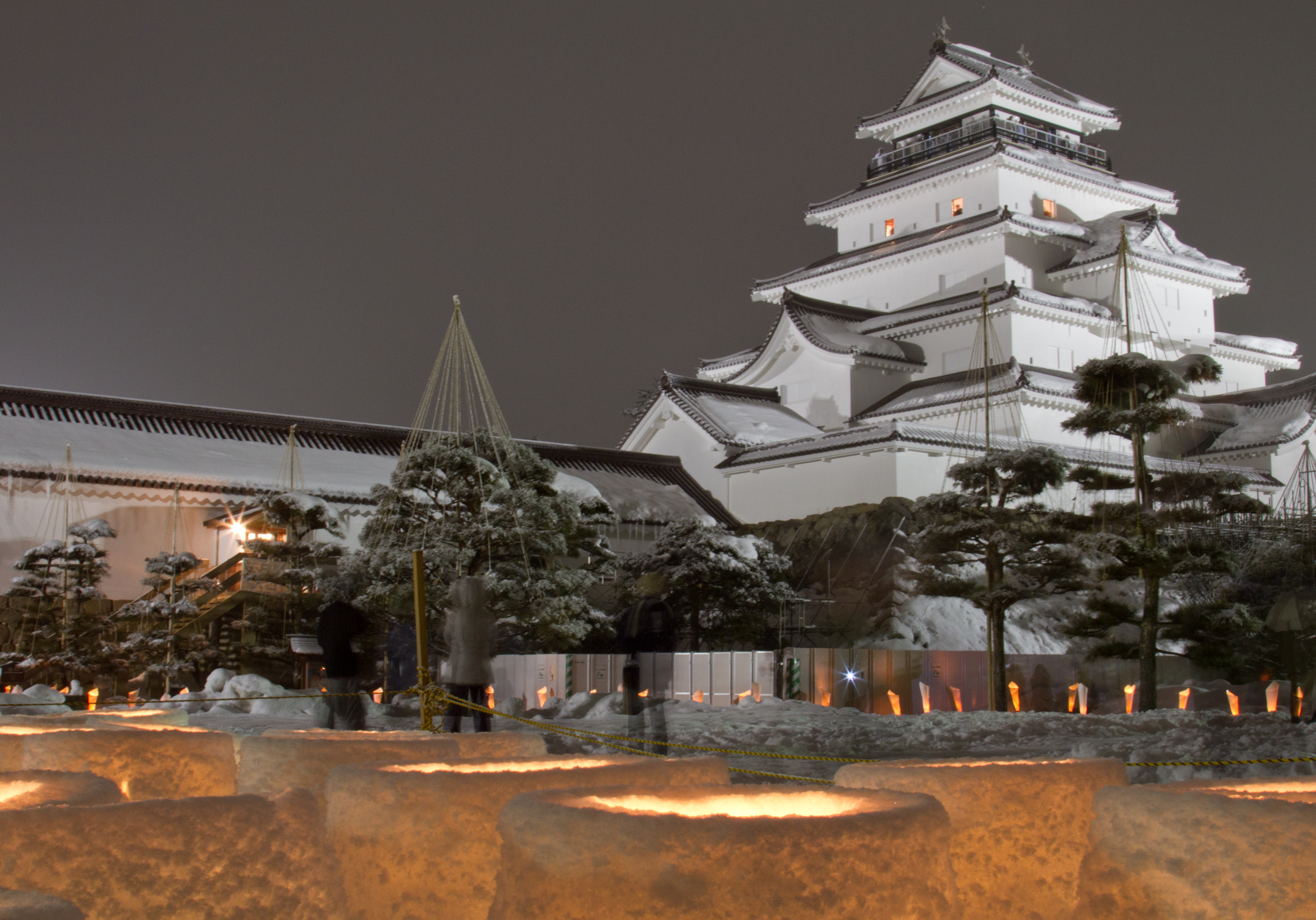
若松城
（福島県会津若松市）

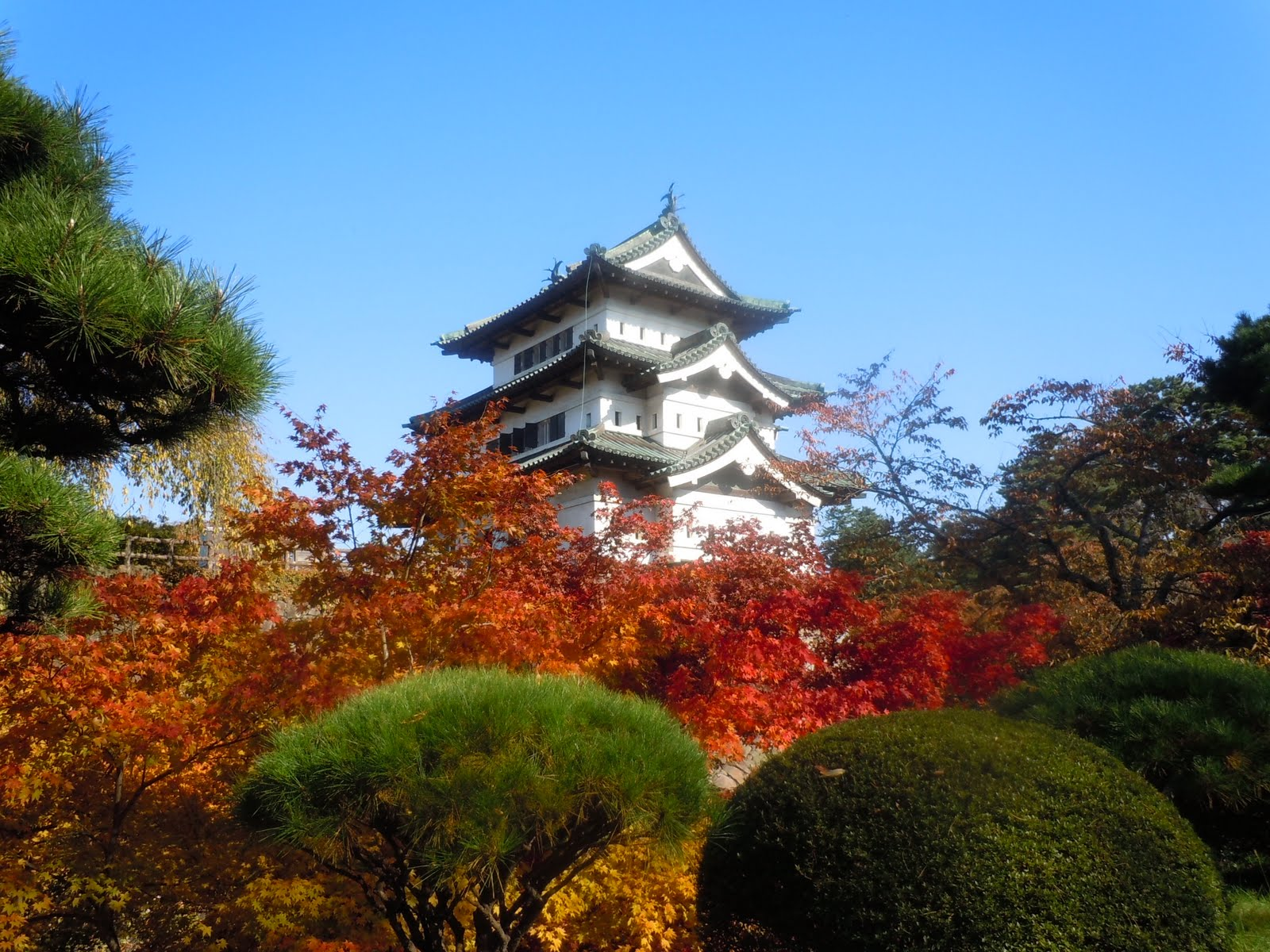
唯一の現存天守、弘前城
（青森県弘前市）

近世、江戸時代の有力な大名としては、上越市から会津若松、さらに米沢に移った上杉氏、保科正之を家祖とする会津松平氏、米沢から仙台へ移った伊達氏、水戸から秋田へ移った佐竹氏、盛岡の南部氏などがある（山形の最上氏はお家騒動で後に改易され、近江で五千石の旗本となる）。
江戸時代後期には地球的な気象変動などにより飢饉が頻発するようになり、天明の大飢饉に至っては10万人以上の餓死者、疫病者が出るだけでなく、住民の多くが無宿者となり江戸へ流入する事態となった。そのような中、藩財政の再建を行って飢饉に抗した米沢藩主上杉鷹山などの例は有ったものの、気象予報の難しさなどに阻まれて全体に状況は好転せず。天保の大飢饉でも東北地方は多くの死者を出した。
江戸幕府が大政奉還を行って後、幕末の慶応4年/明治元年（1868年）には北陸地方東部の北越戦争から続く会津戦争など戊辰戦争の舞台となり、東北や北陸東部の諸藩は奥羽越列藩同盟と呼ばれる軍事同盟を結んで新政府軍より身を守ろうとした。しかし戦いに敗れてしまったため、同盟参加の藩はいずれも所領を大幅に減らされる処罰を受け、経済は壊滅同然にまで追い詰められた。そうした状況の中、俸禄の支払いが困難となった家臣団（武士階級、知識階級）などを北海道へ移住させ、内陸部をはじめ、諸都市、諸地域を開拓して北海道の歴史に名を遺す例が相次いだ。新政府側につき、奥羽越列藩同盟を離脱した秋田藩・弘前藩などもまた、戊辰戦争で多くの犠牲を払い莫大な出費をしたため困窮は避けられず、同様に北海道に多くの移住者を出した。一方で庄内藩は最後まで幕府側として戦ったものの、西郷隆盛の意向もあり比較的軽い処分で済んでおり、米沢藩もまた維新後に積極的に新政府に協力することで軽い処分となった。
江戸時代には、おおむね日本海沿岸の地域は銀遣い、太平洋沿岸の地域は金遣いであり、その境界線はおおよそ下北半島の東岸であった。

### 近代

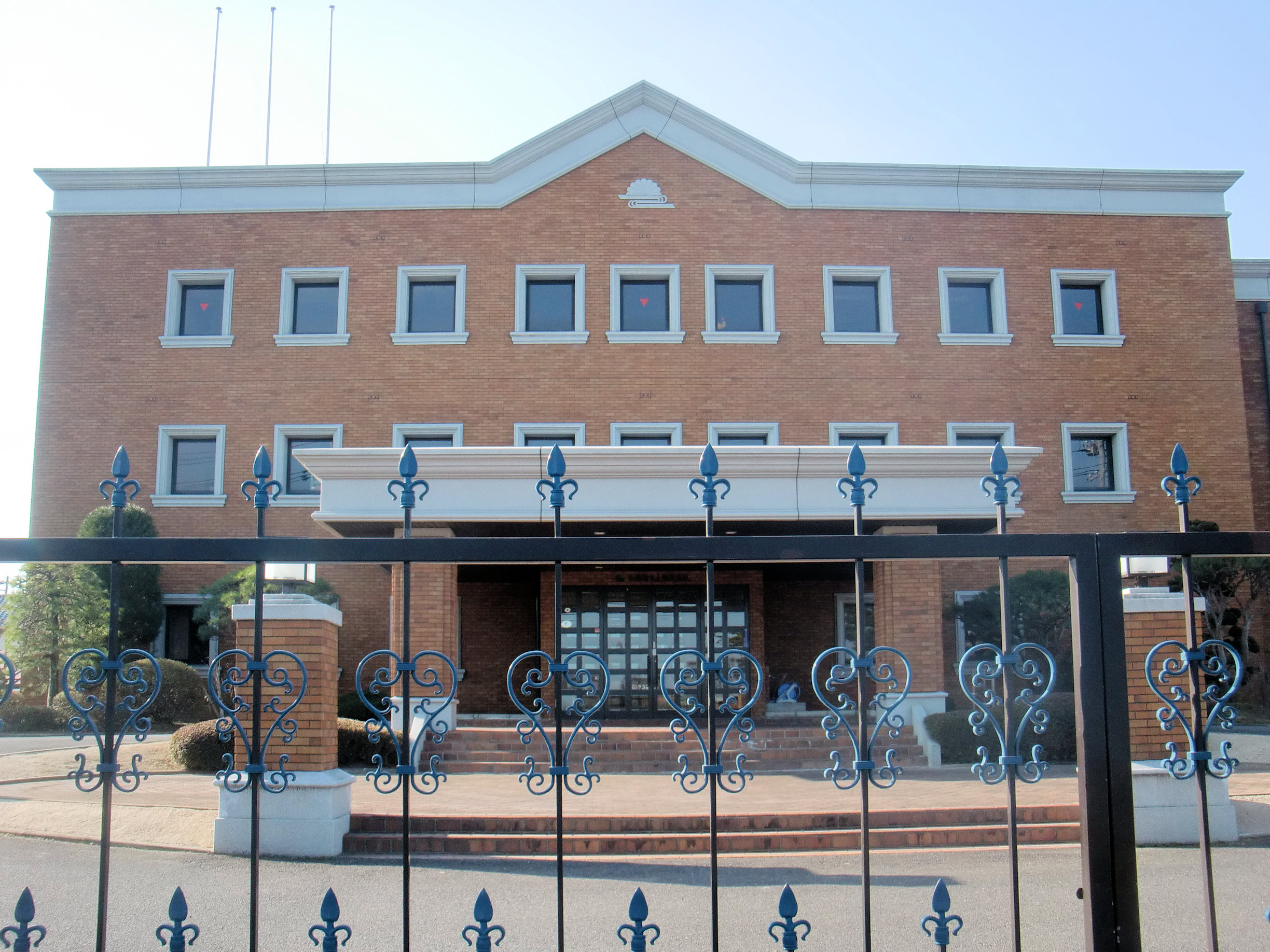
安積疏水
（福島県郡山市）

#### 明治・大正時代
明治元年12月7日（1869年1月19日）、戊辰戦争に敗けた奥羽越列藩同盟諸藩に対する処分が行われた。同日、陸奥国は、磐城・岩代・陸前・陸中・陸奥国に、出羽国は、羽前国・羽後国に分割された（この分割によりできた「陸前・陸中・陸奥」は「三陸」とも呼ばれ、リアス式海岸の「三陸海岸」や、世界三大漁場のひとつ「三陸沖」などの語に用いられている）。明治4年7月14日（1871年8月29日）の廃藩置県などを経て、現在の東北6県が作られた。
この時期、戊辰戦争の勝利によって明治政府はその権力基盤を確立し、幕藩体制に則った伝統的な社会秩序はその権威を完全に失い、「白河以北一山百文」と酷評された。また西南諸藩に比べもともと経済基盤が弱かったこともあり、秩禄処分によって経済的な困窮へと追い込まれた各地の領主と家臣の間で、窮余の策として「北海道移住」と「帰農」が広く行われた。また東北地方では専売制度により収入増を図る藩が多かったため、土地の産物がそのまま税として支払いを求められる例が多く、農民などの庶民が産物を現金化できるシステムとしての市場は存在しないに等しかった。しかし明治維新の後は、市場の存在する他の地方と同様に税を現金で払うよう政府から命ぜられたため、産物の現金化に不慣れな人々が相次いで破産するなど、地域全体が大規模な経済的混乱に陥った。

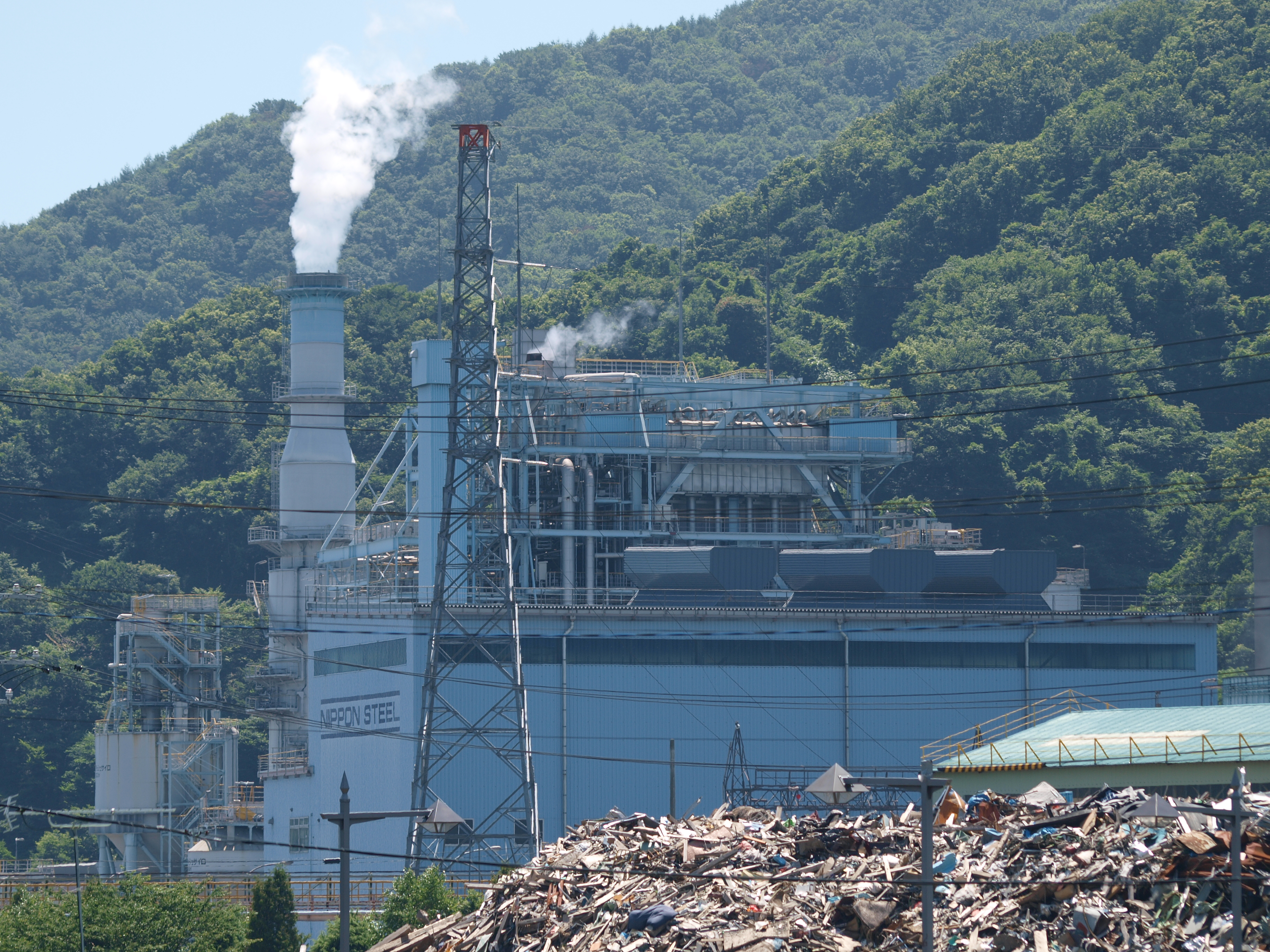
釜石製鉄所
（岩手県釜石市）

明治時代に入り、富国強兵・殖産興業が日本各地で本格化した時代を迎えても、郡山盆地における安積疏水、宮城県の野蒜築港、東北帝国大学設置、岩手県の釜石製鉄所などの例外を除き、東北地方では政府による大規模な投資や開発は見られなかった。
北海道や東京への移住で知識層である武士階級を大量に失い、野蒜築港が台風のために2年で閉港となったため、開港場が近くにない唯一の地方となって資本主義経済に乗り遅れた。また、地租改正が行われた明治初期までは、他の地方に比べて貨幣経済の浸透が遅れており、国内市場としての重要度も低かった。野蒜築港が台風によって破壊された後も修復や代わりの港の建設はされず、鉄道のうち最初に敷設された東北本線は官営による国家計画としては行われなかった。
大蔵卿・松方正義による松方デフレは、農産物の価格下落をもたらし、全国的に小作農の比率を上昇（小作農率の全国平均38%→47%）させた。その影響によって、全国的には富裕層による地主所有の寡占化が進み、また産業化（生糸産業・造船業など）が進んでいた関東の都市部などは経済が好調となった一方、常磐炭田周辺などを除き工業化の遅れていた東北地方は更なる経済的ダメージを蒙ることとなった。
そのため多くの者が女工や各種労働者として都市部などへと働きに出ざるを得なかった。
さらに、日清・日露戦争後に顕著となった日本の対外進出指向は、日本内地の開発の軽視につながり、地方の近代化を遅らせる結果を招いた。特に1910年（明治43年）の韓国併合後は、朝鮮半島から廉価な米が流入したために米価の低下を招き、東北地方にとっては大きな痛手となった。
1918年（大正7年）、岩手出身の原敬が平民初の総理大臣となったが1921年（大正10年）に暗殺された。

#### 昭和戦前時代
1930年（昭和5年）、昭和東北大凶作が発生し、身売りや欠食児童が続出した。
陸軍では長州閥が解体し、東條英機、石原莞爾、板垣征四郎ら東北出身や東北系の将軍が台頭。なんの因果か近代日本は「賊軍」の東北人によって葬られることとなった。また青年将校においても同様で、東北の窮状が五・一五事件や二・二六事件が起きる要因の一つとなったとされる。
板垣、石原らは1931年（昭和6年）に満州事変を決行し、その後満州国を樹立。農家の次男・三男などを中心に移民が活発化した。
1930年代後半以降は戦時体制突入の中、革新官僚により軍需工場や電力を中心とした東北開発が推進され、ようやく戊辰戦争以来の停滞を脱した。

### 現代

#### 戦後
第二次世界大戦後は農地改革により、従来の封建的な地主小作関係は過去のものとなった。工業化も進み始め、品種改良により寒冷地に強い農作物も開発され、その生活水準は顕著な向上を見せたが、一方では再投資の進む太平洋ベルト地域の著しい発展に取り残され、経済力の弱さがより目立つ形ともなった。
高度経済成長時代に入ってもそれは変わることなく、インフラ整備の遅れ、東京方面への出稼ぎや集団就職などによる人材流出、それに伴う深刻な過疎化が起きた。鉄道電化、新幹線や高速道路、空港の整備などが進み、陸上交通の再編と経済圏、他地方と遜色ないインフラが形成され、ラジオ・テレビの普及により方言が薄まっていったものの、逆にコメ余りの問題、高速交通開業による逆効果（ストロー効果による東京一極集中、仙台一極集中による過疎化）が新たな問題となった。
1993年、1993年米騒動が発生した。
2011年、東日本大震災が発生し、岩手、宮城、福島を中心に甚大な被害を受けた。今後も人口減が続く東北地方ではメガソーラーや風力発電所などあまり歓迎されない施設の建設が盛んとなっており、同時に反対運動も起きている。
55年体制崩壊後の東北地方では政府自民党への支持は全体的に減少し、野党が独占し続ける選挙区も少なくないが、2020年に秋田県出身の菅義偉による菅義偉内閣が成立した。

## 人口

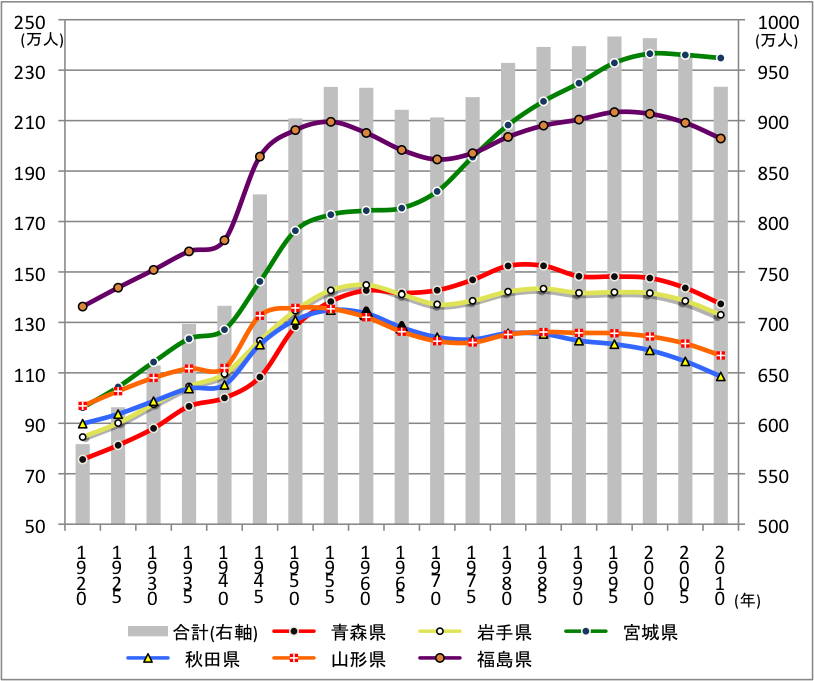
東北地方の人口の推移（国勢調査）

人口の多い順に宮城県、福島県、青森県、岩手県、山形県、秋田県となり、人口密度では高い順に宮城県、福島県、青森県、山形県、秋田県、岩手県となっている。
東北地方全体としての人口動向を見てみると、戦後は自然増（第一次ベビーブーム）を中心に人口増の時代となり、1960年には東北地方全体で約970万人に達した。1960年代の高度経済成長時代には、「金の卵」の名の下に、主に京浜方面に集団就職したり出稼ぎに出たりするようになり、民族移動にも似た人口減（社会減）の時代に入る。この流れは1970年初頭まで続き、第二次ベビーブームによる大幅な自然増があったにも関わらず、1970年には924万人にまで人口が減った。その後、ニクソンショックとオイルショックによって低成長時代に入った東京への流出が減少し、東北地方は再び人口増の時代に入る。ベビーブーム終了後は、900万人を越える市場性と第三次産業への産業転換により地方中核都市の社会増が起き、日本全体の長寿化（死亡率低下）も手伝って堅調に人口は増え続けた。バブル景気期には、一時、東京圏から転入超過ともなり、20世紀末に約985万人に達した。21世紀に入り、東北地方全体の景気低迷と、高度情報化や金融の東京一極集中のために、人口は再び社会減による減少に転じている。今後は、長寿化の限界と団塊の世代の高齢化による死亡率の増加、及び少子化の影響で自然減になり、人口は引き続き減少していくと見られている。

### 県別人口
| 全国順位 | 順位     | 県名     | 人口      | 人口密度    |
| -------- | -------- | -------- | --------- | ----------- |
| 14       | 1        | 宮城県   | 2,301,996 | 316.1人/km2 |
| 21       | 2        | 福島県   | 1,833,152 | 133.0人/km2 |
| 31       | 3        | 青森県   | 1,237,984 | 128.4人/km2 |
| 32       | 4        | 岩手県   | 1,210,534 | 79.2人/km2  |
| 36       | 5        | 山形県   | 1,068,027 | 114.6人/km2 |
| 38       | 6        | 秋田県   | 959,502   | 82.4人/km2  |
| 東北地方 | 東北地方 | 東北地方 | 8,611,195 | 128.6人/km2 |

※2020年国勢調査確定値

### 主要都市圏
※ : 以下の統計の順位は全国順位、人口の単位は「人」
東北地方の主な都市圏
- 2015年国勢調査をもとにした都市雇用圏（10%通勤圏）による
- 都市圏名・人口は2015年当時のもの

| 順位 | 都市雇用圏               | 人口      |
| ---- | ------------------------ | --------- |
| 8    | 仙台都市圏（宮城県）     | 1,612,499 |
| 39   | 郡山都市圏（福島県）     | 554,662   |
| 40   | 山形都市圏（山形県）     | 534,571   |
| 46   | 盛岡都市圏（岩手県）     | 470,414   |
| 47   | 福島都市圏（福島県）     | 451,044   |
| 51   | 秋田都市圏（秋田県）     | 397,801   |
| 55   | いわき都市圏（福島県）   | 350,237   |
| 60   | 八戸都市圏（青森県）     | 324,451   |
| 63   | 青森都市圏（青森県）     | 310,640   |
| 65   | 弘前都市圏（青森県）     | 291,789   |
| 81   | 会津若松都市圏（福島県） | 223,807   |
| 88   | 大崎都市圏（宮城県）     | 205,925   |

| 順位 | 都市雇用圏     | 人口    |
| ---- | -------------- | ------- |
| 93   | 石巻都市圏     | 193,051 |
| 94   | 北上都市圏     | 191,213 |
| -    | 横手都市圏     | 156,739 |
| -    | 米沢都市圏     | 157,871 |
| -    | 白河都市圏     | 147,080 |
| -    | 酒田都市圏     | 142,117 |
| -    | 鶴岡都市圏     | 137,380 |
| -    | 奥州都市圏     | 135,317 |
| -    | 大仙都市圏     | 130,585 |
| -    | 一関都市圏     | 129,451 |
| -    | 五所川原都市圏 | 113,076 |
| -    | 由利本荘都市圏 | 105,251 |

「■」：県庁所在地を中心とする都市圏

### 主要都市人口（詳細）
| 順 位 | 都道 府県 | 市         | 法定人口 （人） | 推計人口 （人） | 増減率 (%) | 種別         | 推計人口の 統計年月日 |
| ----- | --------- | ---------- | --------------- | --------------- | ---------- | ------------ | --------------------- |
| 11    | 宮城県    | 仙台市     | 1,096,704       | 1,094,530       | -0.20      | 政令指定都市 | 2025年7月1日          |
| 62    | 福島県    | いわき市   | 332,931         | 314,305         | -5.59      | 中核市       | 2025年7月1日          |
| 65    | 福島県    | 郡山市     | 327,692         | 316,813         | -3.32      | 中核市       | 2025年7月1日          |
| 69    | 秋田県    | 秋田市     | 307,672         | 293,176         | -4.71      | 中核市       | 2025年7月1日          |
| 73    | 岩手県    | 盛岡市     | 289,731         | 278,708         | -3.80      | 中核市       | 2025年7月1日          |
| 75    | 福島県    | 福島市     | 282,693         | 269,523         | -4.66      | 中核市       | 2025年7月1日          |
| 76    | 青森県    | 青森市     | 275,192         | 257,105         | -6.57      | 中核市       | 2025年7月1日          |
| 90    | 山形県    | 山形市     | 247,590         | 238,037         | -3.86      | 中核市       | 2025年7月1日          |
| 104   | 青森県    | 八戸市     | 223,415         | 210,488         | -5.79      | 中核市       | 2025年7月1日          |
| 139   | 青森県    | 弘前市     | 168,466         | 157,738         | -6.37      |              | 2025年7月1日          |
| 177   | 宮城県    | 石巻市     | 140,151         | 129,954         | -7.28      |              | 2025年7月1日          |
| 196   | 宮城県    | 大崎市     | 127,330         | 119,703         | -5.99      |              | 2025年7月1日          |
| 203   | 山形県    | 鶴岡市     | 122,347         | 113,471         | -7.25      |              | 2025年7月1日          |
| 211   | 福島県    | 会津若松市 | 117,376         | 109,811         | -6.45      |              | 2025年7月1日          |
| 230   | 岩手県    | 奥州市     | 112,937         | 104,782         | -7.22      |              | 2025年7月1日          |
| 232   | 岩手県    | 一関市     | 111,932         | 102,236         | -8.66      |              | 2025年7月1日          |
| 259   | 山形県    | 酒田市     | 100,273         | 92,664          | -7.59      |              | 2025年7月1日          |
| 280   | 岩手県    | 花巻市     | 93,193          | 87,629          | -5.97      |              | 2025年7月1日          |
| 283   | 岩手県    | 北上市     | 93,045          | 91,671          | -1.48      |              | 2025年7月1日          |
| 300   | 秋田県    | 横手市     | 85,555          | 77,450          | -9.47      |              | 2025年7月1日          |

明治時代（19世紀末）の東北地方の人口 （順位は全国順位）
| 順位     | 県名     | 人口       |
| -------- | -------- | ---------- |
| 17       | 福島県   | 913,800    |
| 27       | 山形県   | 742,600    |
| 28       | 宮城県   | 735,100    |
| 31       | 秋田県   | 684,300    |
| 36       | 岩手県   | 655,400    |
| 41       | 青森県   | 527,600    |
| 東北地方 | 東北地方 | 4,258,800  |
| 日本     | 日本     | 39,626,600 |

※1888年（明治21年）
| 順位 | 市町村名 | 人口   | 順位 | 市町村名 | 人口   |
| ---- | -------- | ------ | ---- | -------- | ------ |
| 8    | 仙台市   | 90,231 | 54   | 若松町   | 21,584 |
| 26   | 盛岡市   | 31,153 | 56   | 酒田町   | 20,918 |
| 29   | 弘前市   | 30,487 | 60   | 鶴岡町   | 19,562 |
| 32   | 米沢市   | 29,591 | 62   | 青森町   | 19,484 |
| 33   | 秋田市   | 29,568 | 78   | 石巻町   | 16,974 |
| 35   | 山形市   | 29,019 | 81   | 福島町   | 16,629 |

19世紀末は、産業の中心が農業であったため、稲作に適した南東北の方の人口が多く、また、同緯度では、夏季の高温（フェーン現象）で収量が安定している日本海側（山形県、秋田県）が、やませの影響で収量が不安定な太平洋側（宮城県、岩手県）よりも県別人口で上回っている。この時期はまだ都市化が進展していなかったため、江戸時代の経済の名残りで、城下町と港町が都市としての地位にあった。
現在は、都市化が進んでおり（東北地方全体の都市部の人口75%）、県別の人口順位もDID面積順位（→東北地方#地理）とほぼ一致する。
なお東日本大震災以降、福島第一原子力発電所事故の影響で一時的に郡山市やいわき市の人口が1000人規模で減少した一方、内陸部の被害がほとんど無かった仙台市や被害が皆無だった盛岡市では津波被災地域からの転入で人口が1000人規模で増加していた。

### 年齢構成
年齢5歳階級別人口

2004年10月１日現在推計人口

総計 [単位 千人]
| 年齢     | 人口 |
| -------- | ---- |
| 0 - 4歳  | 414  |
| 5 - 9    | 453  |
| 10 - 14  | 478  |
| 15 - 19  | 540  |
| 20 - 24  | 559  |
| 25 - 29  | 586  |
| 30 - 34  | 617  |
| 35 - 39  | 568  |
| 40 - 44  | 600  |
| 45 - 49  | 659  |
| 50 - 54  | 765  |
| 55 - 59  | 682  |
| 60 - 64  | 607  |
| 65 - 69  | 594  |
| 70 - 74  | 579  |
| 75 - 79  | 479  |
| 80歳以上 | 526  |

年齢5歳階級別人口

2004年10月１日現在推計人口

男女別 [単位 千人]
| 男  | 年齢     | 女  |
| --- | -------- | --- |
| 212 | 0 - 4歳  | 202 |
| 231 | 5 - 9    | 222 |
| 243 | 10 - 14  | 235 |
| 276 | 15 - 19  | 264 |
| 287 | 20 - 24  | 272 |
| 300 | 25 - 29  | 286 |
| 311 | 30 - 34  | 306 |
| 283 | 35 - 39  | 285 |
| 299 | 40 - 44  | 301 |
| 330 | 45 - 49  | 329 |
| 384 | 50 - 54  | 381 |
| 341 | 55 - 59  | 341 |
| 288 | 60 - 64  | 319 |
| 269 | 65 - 69  | 325 |
| 254 | 70 - 74  | 325 |
| 197 | 75 - 79  | 282 |
| 166 | 80歳以上 | 360 |

- データ出典：第10表/都道府県, 年齢（5歳階級）, 男女別人口－総人口
（総務省統計局）

## 経済
関東自動車工業（現：トヨタ自動車東日本）TOYOTA・Lexusブランドの自動車生産拠点として、1993年11月に岩手工場（岩手県胆沢郡金ケ崎町）を竣工した。それ以降順調に生産増強を重ね、生産体制を年間25万台規模まで拡大させると（2005年）、岩手県の増田寛也知事と宮城県の浅野史郎知事との間で、更なる生産拠点の拡大と効率化を岩手・宮城両県が連携し、行政主導で進めていくことに合意した（2005年7月）。さらに2005年11月16日、山形県庁で山形県の斎藤弘知事と岩手県の増田知事が共同会見を行い、これに山形県も加わり「県境を越えた大学や研究機関、各企業と協力して産・学・官が一体となって三県連携の支援体制を構築していく。」と発表した東北経済産業局はその経済波及効果を、「東北地域における自動車関連産業の集積を高め、域内部品等調達率を50%に向上させた場合には7,366億円まで拡大する可能性がある。」と分析している。
県内総生産（名目）（単位：十億円）
県内総生産（実質：連鎖方式）（単位：十億円）
東北6県の県内総生産比率（名目、2013年度）
東北6県の県内総生産比率（実質、2013年度）

## 方言
東北地方の方言、いわゆる東北弁は、方言学では東日本方言に区分されている。太平洋側では関東方言（特に東関東方言）との共通点が多くみられるほか、日本海側では近世の北前船の交易による関西方言の影響もみられる。アクセントは、太平洋側南部（宮城県南部・山形県内陸と福島県）の無アクセント、南部日本海側から北部の大半にかけて分布する北奥羽式アクセント（外輪東京式アクセントの亜種）、三陸海岸北部の外輪東京式アクセントに大きく分かれる。
かつては聞き取りにくい・理解しにくい方言の代表として鹿児島弁とともに挙げられることが多く、他の地方と比べて開発が遅れていたこともあり暗いイメージや否定的な印象を持たれることもあったが、現代においては、温かい人情や素朴さの象徴とする肯定的な見方も生まれた。しかし、方言話者自身にとっては「勝手なイメージ付け」に過ぎない点で従来の否定的な評価と何ら変わらず、必ずしも好意的に受け取られるとは限らない。現代では東北地方でも若い世代では共通語化が進んでいる一方、従来の古いイメージに最初から囚われない人も増えてきている。
なお、「一般的に東北弁と思われている特徴」としては、
- シとス、ジとズの混同（中舌母音、いわゆるズーズー弁）
- イとエの混同
- 「んだ（＝そうだ）」「だべ（＝だろう）」などの語尾（後者は関東方言の特徴でもある）
- 「べこ（＝牛）」「めんこい（＝可愛い）」などの語彙

などがある。しかし、これらの特徴が当てはまる方言と当てはまらない方言がそれぞれ存在する。
東北地方以外で東北方言を聞ける場所の代表として、かつては上野駅（厳密にはJR東日本＝旧国鉄の上野駅。特に長距離列車が多く発着した地上ホーム）がよくいわれた。実際に石川啄木の短歌や、高度成長期の望郷ものの流行歌にも登場していたが、東北新幹線の東京駅への乗り入れ（1991年）などによって上野駅と東北地方との結びつきは劇的に弱まり、すでに過去のイメージとなりつつある。

## 交通
東北地方は、白河の関から本州最北端の大間崎まで道なりに630km以上あり、東京から姫路間の道のりより距離がある。そのため、東北地方の陸上交通路は、東京までの到達時間短縮が第一に重視され、街道、鉄道、道路の整備は、まず南北を結ぶ交通路が整備された。また、太平洋側の交通の整備が先に進み、日本海側については概してその後に整備された（以下は主要駅間の路線距離の5km毎概数。東北地方の諸都市の間隔に近い太平洋ベルトの都市を示す）。
- 東京<255 km>浜松<110 km>名古屋<190 km>大阪<185 km>岡山
- 東京<225 km>郡山<125 km>仙台<185 km>盛岡<195 km>青森
- 大阪<240 km>福山<105 km>広島<195 km>下関<205 km>熊本

現在、南北陸上交通においては、主に東北新幹線・東北自動車道により関東地方と連結され、旅客では新幹線が優位に立っている。東京への到達時間短縮のために高速交通機関が発達したが、一方で東北地方内の旅客移動も活性化させ、特に太平洋側は、距離に関わらず南北間の都市間交流が盛んとなっている。また、本州・北のターミナルである青森県は、津軽海峡を挟んだ北海道との間に青函トンネルが開通し、諸都市間の関係が深まっている。以前は青森・函館間に青函連絡船が運航されていたが、トンネル開通でフェリー航路が設定され、東北道・八戸道と連動したトラック流通に対応している。なお、近年、南東北と東京との間に都市間ツアーバスが格安で参入し、高速バスと熾烈な旅客獲得競争を繰り広げている。
他方、東西の交通については、山脈・山地などに阻まれながらも明治時代から鉄道や国道が整備されてきたが、高速交通への対応は遅れた。東西高速交通は、「幹」である東北新幹線や東北自動車道と接続する「枝」のように整備され、20世紀末に秋田新幹線や連絡線の高速道路が整備された。この結果、郡山と会津若松、仙台と山形、盛岡と秋田となどとの間で、自然障壁を越えた地域圏や経済圏の形成が進んでいる。
東西交通の高速化により、現在の東北地方は、交通インフラの利便性の違いにより2つの地域に分類される。東京との交通上の関係で見ると、太平洋側から奥羽山脈西側に隣接する盆地群までがいわば「新幹線派地域」、それ以外の日本海沿岸地域が「航空機派地域」に分けることができる。両者の東西の境界はほぼ出羽山地である。
「新幹線派地域」にある仙台空港（仙台都市圏内の名取市・岩沼市）は、多数の国内線や国際線が就航していて、国際線に至っては利用者の半分以上が宮城県居住者以外となっており、「新幹線派地域」の拠点空港となっている。日本海沿岸地域（津軽平野・秋田平野・庄内平野）は、東北新幹線に接続するまでに時間がかかるため、東京とは空路需要が多く、「航空機派地域」となっている。

### 空港
現在、東北地方の各空港同士を結ぶ路線は存在しないが、かつて仙台空港からは直線距離が300km程度まででも東北地方内を含めて4路線が定期路線として就航していた。
- 仙台空港〜羽田空港（直線距離：約305km）

（参考）新幹線…東京駅〜仙台駅：351.8km（東京駅〜名古屋駅：366.0km）
- 仙台空港〜青森空港（直線距離：約290km）
- 仙台空港〜三沢飛行場（直線距離：約288km）
- 仙台空港〜新潟空港（直線距離：約160km）

（参考）高速道…仙台宮城IC〜新潟中央IC：253.5km
1982年の東北新幹線開通（大宮駅〜盛岡駅）によって羽田便が同1982年に廃止され、三沢便も廃止に至った。新潟便は、磐越自動車道が次々整備される中、1992年に廃止された。青森便は、新幹線の利便性が得られない地域であったために設定されたが、JRとの運賃値下げ競争に負けて廃止された。
その他にも新幹線の開通で空港の旅客数が顕著に減少する例が多い。参考として、空港に近い主要都市からの平成28年3月26日ダイヤ改正時点での最速所要時間を併記する。
- 岩手県（花巻空港）盛岡駅 - 東京駅間の新幹線での最速所要時間は2時間10分。
  - 花巻空港〜羽田空港間に航空路が設定されていたが、東北新幹線が盛岡駅まで開通したため、最大の利用客居住地の盛岡市から離れた花巻空港は、トータルで東京都心までの到達時間での優位性がなくなり、かつ、東北新幹線の方が運行頻度が高かったことから採算割れして羽田便は廃止となった。
- 山形県（山形空港）山形駅 - 東京駅間の新幹線での最速所要時間は2時間27分。
  - 山形空港では、羽田便を中心に1991年に70万人以上の年間利用客があり、ピークとなったが、1992年の山形新幹線開業で減少傾向に転じ、最盛期の3分の1以下の20万人となった。山形新幹線がミニ新幹線であり、福島駅で列車接続をするため、所要時間短縮効果がフル規格新幹線と比べて大きくないことから、自治体の支援で羽田便が1日1便で運行している。
- 秋田県（秋田空港）秋田駅 - 東京駅間の新幹線での最速所要時間は3時間39分。
  - 秋田空港では、1996年に約150万人の年間利用客があったが、1997年に秋田新幹線開業、1998年に大館能代空港開港により利用客が減少した。しかし、秋田新幹線がミニ新幹線であることにより東京までの所要時間がそれほど短縮しなかったため、空路から新幹線への旅客の移動はあまり進まず、130万人程度で横ばいとなっている。
- 青森県南部地方（三沢空港）八戸駅 - 東京駅間の新幹線での最速所要時間は2時間42分。
  - 三沢飛行場では、全体の年間利用客数が2001年に58.3万人に達したが、2002年12月1日に東北新幹線が八戸駅まで延伸されたため、主に羽田線の旅客が減少し、2004年度には33.4万人まで旅客数を減らしている。
- 青森県津軽地方（青森空港）新青森駅 - 東京駅間の新幹線での最速所要時間は2時間59分。
  - 青森空港も1998年〜2002年は150万人以上の年間利用客がいたが、東北新幹線の八戸延伸以降減少し、一時80万人台まで減少した。しかし、札幌、大阪便のダブルトラック化や国際線の好調も相まって、年間利用客数は約120万人まで回復した。
- ひとつの空港から東北地方内の全ての空港に就航している路線はない。（例として、羽田からでは福島・仙台・花巻線がなく、伊丹からでは庄内・大館能代線がない。）

2019年度旅客数
| 空港     | 旅客合計    | 国内線      | 国内線                                                             | 国際線     | 国際線                                                  |
| 空港     | 旅客合計    | 旅客数      | 定期便                                                             | 旅客数     | 定期便                                                  |
| 仙台★    | 371万8043人 | 333万9048人 | 新千歳・成田・中部・小松・大阪・関西・神戸・広島・出雲・福岡・那覇 | 37万8995人 | ソウル・台北/桃園・上海/浦東・大連・北京/首都・バンコク |
| 秋田     | 135万9638人 | 134万7797人 | 新千歳・東京・中部・大阪                                           | 5041人     | 台北/桃園(定期チャーター)                               |
| 青森     | 124万6453人 | 117万8205人 | 新千歳・東京・名古屋・大阪                                         | 6万8248人  | ソウル・天津・台北/桃園                                 |
| 花巻★    | 48万5002人  | 43万8405人  | 新千歳・名古屋・大阪・福岡                                         | 4万1185人  | 台北/桃園・上海/浦東                                    |
| 庄内     | 44万2556人  | 43万7072人  | 東京                                                               | 5494人     |                                                         |
| 山形     | 36万6678人  | 33万8653人  | 東京・大阪・名古屋・新千歳                                         | 2万8025人  |                                                         |
| 三沢     | 30万9527人  | 30万9527人  | 東京・大阪・札幌/丘珠                                              | 0人        |                                                         |
| 福島★    | 25万9721人  | 23万9054人  | 新千歳・大阪                                                       | 2万0667人  |                                                         |
| 大館能代 | 15万9214人  | 15万9214人  | 東京                                                               | 0人        |                                                         |
| 合計     | 804万8170人 | 750万7864人 |                                                                    | 54万0306人 |                                                         |

- チャーター便の旅客数含む
- 三大都市圏への便は太字
- 東京便（羽田便）がない空港には★

2005年貨物
- 仙台空港 18,360t（国内 15,524t、国際 2,836t）
- 青森空港 4,981t（国内 4,952t、国際 29t）
- 秋田空港 4,094t（国内 4,054t、国際 40t）
- 庄内空港 1,203t（国内 1,203t）
- 花巻空港 1,176t（国内 1,176t）
- 福島空港 964t（国内 886t、国際 78t）
- 三沢空港 872t（国内 872t）
- 山形空港 163t（国内 163t）
- 大館能代空港 152t（国内 152t）

### 港湾
江戸時代には、北前船によって日本海側の港町が、東回り航路によって太平洋側の港町が栄えた。また、大小さまざまな漁港があり、遠洋漁業が盛んだった時代には大いに賑わった。現在は、地場の魚（沿岸漁業・沖合漁業）の特産化や高級化で活気がある漁港が数多く存在する。工業港・貿易港としては、仙台・小名浜・石巻・八戸・秋田が、旅客港として青森・八戸・仙台が重要な港湾となっている。
| - 青森港 - むつ小川原港 - 八戸港 - 久慈港 - 宮古港 | - 釜石港 - 大船渡港 - 能代港 - 船川港 - 秋田港 | - 石巻港 - 仙台塩釜港 - 酒田港 - 相馬港 - 小名浜港 |

### 鉄道
東京へは主に東北新幹線が主力となって輸送している。1887年に東北本線黒磯 - 郡山 - 仙台間が開業、その後1890年に仙台 - 一ノ関 - 盛岡間、1891年には盛岡 - 青森間が開業し「幹」である東北本線が開通した。1982年に東北新幹線大宮 - 盛岡が開業し、また1997年には盛岡 - 秋田を新幹線直通列車が結ぶ秋田新幹線、1992年には福島 - 山形を新幹線直通列車が結ぶ山形新幹線が開業（山形新幹線は1999年に新庄まで延伸）し、県庁所在地対東京は1本の新幹線によって結ばれた。
その一方、酒田・鶴岡対東京は上越新幹線と特急いなほが優位（他にも新庄経由ルートも存在する）、いわき対東京は特急ひたちなど、「幹」である東北新幹線を利用しない最短ルートも存在する。これらの地域は「枝」である東西連絡路線が後発であったことが影響している。なお2002年12月1日に東北新幹線の盛岡 - 八戸間開業以降東北地方のすべての県に新幹線の列車が乗り入れるようになった。
東日本旅客鉄道 （平均 48.4万人/日。2004年度）
| - 東北新幹線 - 山形新幹線 - 秋田新幹線 - 東北本線 - 羽越本線 - 常磐線 - 奥羽本線 | - 仙山線 - 仙石線 - 磐越西線 - 磐越東線 - 陸羽東線 - 陸羽西線 - 気仙沼線 - 石巻線 | - 大船渡線 - 只見線 - 水郡線 - 津軽線 - 大湊線 - 八戸線 - 北上線 - 釜石線 | - 田沢湖線 - 山田線 - 岩泉線(2014年4月1日廃止) - 花輪線 - 五能線 - 米坂線 - 左沢線 - 男鹿線 |

北海道旅客鉄道
- 北海道新幹線
- 海峡線

私鉄、第三セクター鉄道（平均 5.1万人/日。2004年度）
- 十和田観光電鉄線（2012年3月末廃止）
- 弘南鉄道弘南線
- 弘南鉄道大鰐線
- 津軽鉄道線
- 阿武隈急行線
- 仙台空港鉄道仙台空港線
- 福島交通飯坂線

- 山形鉄道フラワー長井線
- 会津鉄道会津線
- 野岩鉄道会津鬼怒川線
- 三陸鉄道リアス線
- 由利高原鉄道鳥海山ろく線
- 秋田内陸縦貫鉄道秋田内陸線
- 青い森鉄道線
- IGRいわて銀河鉄道いわて銀河鉄道線

仙台市交通局 （平均 15.0万人/日。2004年度）
- 仙台市地下鉄南北線
- 仙台市地下鉄東西線

### 道路
東北地方は、医師の数が人口比で全国水準より低い上、無医地区も広いため、高速道路や国道体系と医療体制との関係が深い。高速道路・国道は、都市部にある高度医療を行う病院や救急救命センターへの搬送路として機能し、救急車緊急退出路も整備されている。また、都市部に偏る常勤医を郡部へ非常勤医として送る供給路としても利用されている。
- 路線別の平均交通量（国土交通省、1999年）

#### 主な道路

##### 高速道路
- 東北自動車道
- 日本海東北自動車道(新潟・山形県境区間、山形・秋田県境区間は現在建設中)
- 常磐自動車道
- 三陸沿岸道路
- 東北中央自動車道
- 磐越自動車道

- 山形自動車道
- 秋田自動車道
- 釜石自動車道
- 八戸自動車道
- 青森自動車道

##### 一般国道
| - 国道4号 - 国道6号 - 国道7号 | - 国道13号 - 国道45号 - 国道46号 | - 国道47号 - 国道48号 - 国道49号 |

## メディア
- 東北地方全域を対象とするメディアは、ブロック紙の河北新報のみである。
- テレビ東京系列のテレビ局が放送対象地域として存在しない地域である（四国にはテレビ東京系の本社はないものの、岡山市に本社を置くテレビせとうちが香川県もTBS系列やフジテレビ系列と同様に放送対象地域としている）。ただし、青森県の青森市や津軽海峡沿岸部などではケーブルテレビや遠距離受信を通してテレビ北海道が、福島県の南部（いわき市の沿岸部など）ではテレビ東京がそれぞれ受信可能な地域もあり、青森市は東北地方で唯一、テレビ東京系列を含む民放5局全てが受信可能な県庁所在地となっている。なお、テレビ東京のネットワーク拡大構想により 2011年以降に宮城県に系列新局を開局する計画があるが未だ白紙状態である。
- 独立局は一県も存在しないが福島県で白河市周辺ではとちぎテレビが、いわき市の一部ではチバテレビがそれぞれ受信可能な地域がある。
- テレビ朝日系列のテレビ局で北東北では社名に「朝日」を用いている。
- 東北6県や東北7県の枠組みで、テレビ・ラジオのブロックネットローカル番組が存在する。→ブロックネット
- テレビの夕方ワイド番組（日本テレビ系列）では、番組内で隣県2局同士をお互い中継し合い、情報交換するレギュラーコーナーが存在する。北東北3県と南東北3県の2つの枠組みがあるが、テレビ岩手は両方の枠組みに入っている。
  - 北東北3県（正三角形2局ごと）
    - 青森・RAB青森放送「@なまてれ」
    - 盛岡・TVIテレビ岩手「5きげんテレビ」
    - 秋田・ABS秋田放送「ゆうドキっ!」

  - 南東北3県と岩手県（MTを中心に放射状2局ごと）
    - 盛岡・TVIテレビ岩手「5きげんテレビ」
    - 仙台・MMTミヤギテレビ「OH!バンデス」
    - 山形・YBC山形放送「ピヨ卵ワイド」
    - 郡山・FCT福島中央テレビ「ゴジてれChu!」
- 東北地方全域で有名なローカルタレントが数人おり、ブロックネットに出演している。その他のローカルタレントは基本的に県単位での活動が多いが、東北各地から仙台に集まる傾向がややあるため、仙台のローカルタレントが隣県の番組にもレギュラー出演する例が見られる。
- 日本海沿岸の自治体には、有名なローカルアイドルやローカルヒーローがそれぞれおり、東北地方全域で知られている。2025年には女性アイドルグループのいぎなり東北産が、デビュー前の地方グループとしては史上初となる日本武道館単独ライブを開催[34][35]。テレビ朝日系列の東北6局が提供する動画配信プラットフォーム「topo」にてレギュラー番組を持つなどしている[36]。